# José María Arizmendiarrieta
José María Arizmendiarrieta Madariaga (Marquina-Jeméin, Vizcaya, España; 22 de abril de 1915 - Mondragón, Guipúzcoa, España; 29 de noviembre de 1976) fue un sacerdote católico vasco, ideólogo del movimiento cooperativo vasco y promotor de la Corporación Mondragon, un grupo de cooperativas originario del País Vasco y actualmente extendido por todo el mundo. La Iglesia católica abrió su proceso de canonización en 2009 y en 2015 el papa Francisco le declaró Venerable.
Arizmendiarrieta era seminarista en Vitoria cuando comenzó la guerra civil española. Se alistó como soldado al Eusko Gudarostea y le destinaron a la redacción del nuevo periódico vascófono Eguna, donde permaneció hasta la entrada de las tropas franquistas a Bilbao. Fue detenido por estos, y nuevamente movilizado con destino al Gobierno Militar de Burgos hasta terminar la guerra. Tras la finalización de los estudios y su ordenación sacerdotal, fue destinado en 1941 como coadjutor de la parroquia al industrial pueblo de Mondragón, situado en el valle guipuzcoano del Alto Deba, donde permaneció hasta su muerte. Sacerdote pragmático y trabajador, con un gran sentido de la justicia social y la dignidad humana, promovió numerosas entidades y empresas para el bien de los trabajadores y la comunidad, en lo que denominó como la “experiencia cooperativa de Mondragón”. Miles de personas visitan anualmente Mondragón, para analizar el modelo cooperativo autogestionado de Arizmendiarrrieta de creación y mantenimiento del empleo.

## Biografía

### Infancia y juventud: 1915-1931
José María Arizmendiarrieta, nació el 22 de abril de 1915 en el modesto caserío denominado Iturbe, enclavado en la anteiglesia de Barinaga, en el municipio vizcaíno de Marquina-Jemein.  Sus padres fueron José Luis y Tomasa. El padre tuvo fama de hombre de paz entre sus convecinos. De aspecto bonachón, alegre y decidido, tenía vida de sociedad al socaire de ferias y cofradías. La madre era una ama de casa al temple de la mujer bíblica: inteligente, ordenada, hacendosa y sacrificada. Llevó el peso y el estilo de la educación de sus hijos, y también la administración del caserío.
José María era el hijo mayor de cuatro hermanos, siendo los otros tres María, Francisco y Jesús. Cuando tenía tres años sufrió una caída frente al caserío, sufriendo un fuerte traumatismo craneal, y llevado al médico de Marquina, el daño físico en su vista era irreparable, de tal forma que perdió el ojo izquierdo, que le fue reemplazado por uno artificial. A los cuatro años comenzó a ir a la escuela rural anexa a la parroquia, que costeaban los caseríos y vecinos del barrio. Las secuelas del accidente influyeron en el temperamento futuro de José María, así como en la sobre-protección que su madre le dedicó desde entonces.
Dada su invalidez visual y su educación familiar, en vez de jugar y hacer travesuras como otros niños, se carácter era poco expansivo, tímido, tranquilo, y observador. José María era un crío inteligente poco dotado para la fuerza física. De esta forma, el niño fue adoptando un carácter austero, modesto y práctico, cercano a su pragmática madre, quien a pesar de ser analfabeta apreciaba su inclinación por las letras y la literatura, y le alentó al cumplir los doce años para acudir al Seminario Menor de Castillo Elejabeitia. Allí se puso las gafas que ocultaban su minusvalía, y se afianzó su vocación sacerdotal. En el seminario descubrió un mundo nuevo, pero siguió siendo fiel a su origen, a la tierra campesina en la que había crecido y donde aprendió de su madre el valor del trabajo práctico como elemento de subsistencia en un caserío modesto. Proveniente de un entorno monolingüe de su idioma vascuence en todos los ámbitos sociales, en el seminario estudió sobre todo cultura general en los dos idiomas permitidos, el castellano y el latín. Cuatro años más tarde, se incorporó al recién inaugurado Seminario Diocesano de Vitoria.

### Seminario de Vitoria: 1931-1936
Arizmendiarrieta estuvo en el Seminario en tiempos de la Segunda República española, justamente cuando resurgieron los temas sociales. Los seminaristas, además de cursar Filosofía y Teología, estudiaban la encíclica social Quadragessimo Anno de Pío XI. En consecuencia, profundizó en la espiritualidad del Movimiento Sacerdotal de Vitoria, teniendo como especiales preceptores a Joaquín Goikoetxeandia y Juan Thalamas. Y asumió el lema del primero: "Ser sacerdote, siempre y en todo sacerdote". Se concedía una gran importancia a valores como la austeridad corporal, la puntualidad, el silencio, la laboriosidad, la higiene y la presentación, tanto la física como la de los materiales didácticos.
En el Seminario había dos grupos, uno era el de los más jóvenes e irreflexivos, que jugaban a fútbol y a la pelota, y otro de maduros, serios y responsables que paseaban pensando en los problemas del mundo, sobre paz y guerra, o cuestiones sociales como el hambre y las misiones. Arizmendiarrieta pertenecía a este grupo. Uno de los curas más influyentes fue Manuel Lekuona, profesor de lenguas y arte. Defendía que trabajar por el cultivo de la lengua vasca era un deber apremiante de los sacerdotes diocesanos, para enseñar la catequesis en la lengua vernácula. De hecho, en 1933 varios alumnos de 2.º de Filosofía decidieron fundar el “Tercer nivel de la Sociedad Kardaberaz” (Kardaberaz Bazkunaren hirugarren maila), y le dotaron del lema “Siempre adelante” (Aurrera beti). Todos acordaron que el más indicado para redactar sus estatutos era Arizmendiarrieta, quien elaboró también su manifiesto fundacional, en el que asociaba el trabajo de la sociedad con el ideario renacentista. Asimismo, fue nombrado Subdirector de la sociedad, es decir, su responsable de facto, pues el director, Lekuona, realizaba una labor de mera supervisión. Celebraban un promedio de tres reuniones por mes, a las que se añadían las juntas ordinarias y extraordinarias.
Tanto Lekuona como José Miguel Barandiarán trasladaron a los seminaristas el valor de la observación crítica, siendo reacios al mero estudio. Y es que el romanticismo monástico del Seminario enclaustraba la vocación sacerdotal, y según Arizmendiarrieta, “de tanto hablar de las tentaciones del mundo, quedaban ausentes y desconocedores de las auténticas tentaciones: el poder y la comodidad.” 

### Guerra Civil y ordenación sacerdotal: 1936-1941
Al comienzo de la guerra civil en julio de 1936, Arizmendiarrieta se encontraba en el caserío familiar de Barinaga disfrutando de sus vacaciones anuales del Seminario, y allí permaneció hasta que fue movilizado por el nuevo Gobierno Vasco de José Antonio Aguirre. Pero el tribunal médico militar certificó su incapacidad para el servicio activo de armas, y le destinó a cuerpos auxiliares, en concreto a la redacción del periódico Eguna (El día), donde cobraba un sueldo mensual como soldado. El periódico en vascuence había sido creado en enero de 1937 por el nuevo gobierno para comunicarse con la población vascófona, y muy en especial con los soldados del frente. Era miembro de la Asociación de Prensa de Bilbao, y en mayo y junio también escribió en el periódico bilingüe Gudari (Soldado), destinado directamente a los batallones de milicianos vascos. En sus artículos se mantenía el ideario antifascista, nacionalista y cristiano-demócrata de Eguna. Con Arizmendiarrieta trabajaban varios compañeros del grupo “Siempre adelante” del seminario de Vitoria, como Eusebio Erkiaga y Alejandro Mendizabal. El tratamiento de la información buscaba la defensa de la patria vasca y de sus componentes más importantes: la lengua y la religión. Todo ello desde una orientación política cristiano-demócrata, con insistentes referencias a la justicia social.
En junio de 1937, las tropas sublevadas invadieron Bilbao, y Arizmendiarrieta intentó huir a Francia. Pero temeroso de que tomasen represalias contra su familia, volvió a Barinaga y posteriormente fue detenido a causa de una denuncia. Estuvo un mes en la cárcel acusado de escribir en Eguna y Gudari, y tras un consejo de guerra sumarísimo contra 17 detenidos, solamente 4 se salvaron de ser fusilados, entre ellos Arizmendiarrieta, que declaró ser soldado y no periodista. Finalmente le dejaron en libertad sin cargos, y fue movilizado por el ejército franquista, siendo destinado al regimiento de artillería de Burgos. Consiguió permiso para seguir estudiando Teología en el seminario de esa ciudad, aprobando y logrando pasar a un nuevo curso. A finales de año se habilitó el seminario de Vergara, y allí se trasladó Arizmendiarrieta a proseguir sus estudios sacerdotales.
En septiembre de 1939 volvió de nuevo al Seminario de Vitoria, bajo la tutela del profesor Rufino Aldabalde, que había creado unos grupos de trabajo donde consideraba que, tras la convulsión de la guerra civil, la cuestión social era la tarea palpitante que debían afrontar las nuevas generaciones de sacerdotes. Las etapas de “Kardaberaz” y del trabajo en Eguna habían finalizado, y en diciembre Arizmendiarrieta fue nombrado por Aldabalde director de la hoja del grupo, que llevaba por nombre Pax. En marzo de 1940 la hoja cambia el nombre a Surge, y se crea el Movimiento Sacerdotal de Vitoria, donde el apostolado social, especialmente el de la juventud y el obrero, fueron los dos ámbitos de trabajo en que participó Arizmendiarrieta en esos meses previos a su ordenación.
El 1 de enero de 1941 celebró su primera misa en la iglesia de San Pedro de Barinaga en presencia de sus padres y familiares. En la ceremonia se cantó la misa de Perosi, y también el Nun duzu amandrea (Dónde tienes a la abuela), de su admirado presidente de Euskaltzaindia (Real Academia de la Lengua Vasca) Resurrección María de Azkue. Tras lo cual, y aunque él pretendía marchar a la universidad belga de Lovaina a estudiar Sociología, fue destinado como coadjutor auxiliar a Mondragón, que sufría inusuales niveles de desempleo y tensiones sociales como secuelas de la guerra civil.

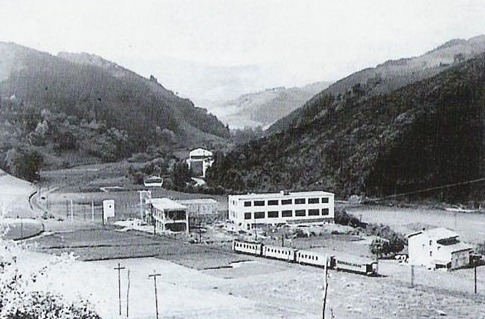
Primera cooperativa industrial ULGOR, en 1956.

### Destinado a Mondragón: 1941-1954
En febrero de 1941 se trasladó de su Barinaga natal al deprimido pueblo de Mondragón de la posguerra. Allí, desde la Edad Media se trabajaba el hierro en sus ferrerías y talleres artesanales. Y a principios del siglo XX contaba con una eficiente actividad industrial, dedicándose las empresas a la producción de laminados, perfiles y chapa, tornillería, cerrajería, ferretería, muebles metálicos, fundición maleable, aparatos de uso doméstico, accesorios de tubería de hierro, y mobiliario de oficina. A la llegada de Arizmendiarrieta esas empresas daban trabajo a 1500 obreros, de una población de 8800 habitantes.
La empresa más importante era la Unión Cerrajera con 800 empleados. Cotizaba en bolsa y disponía para sus empleados de un economato y su propia escuela de aprendices, donde Arizmendiarrieta comenzó a impartir una hora semanal de clase de formación social, como consiliario de la parroquia San Juan Bautista. Este trato con los jóvenes aprendices le llevó a dinamizar la Acción Católica como centro de ocio social, cultural y religioso. Además, creó en 1942 nuevas secciones como la Juventud Deportiva, la Academia de Sociología, y la revista Aleluya destinada a los reclutas que marchaban fuera. Pero Arizmendiarrieta quería socializar el saber, y ampliar la posibilidad de formación a todos los hijos de los trabajadores. Visitó la escuela profesional que había abierto en Vitoria Pedro Anitua, y decidió hacer lo mismo, creando en 1943 en precarias condiciones una escuela profesional, a nombre de Acción Católica. Era una escuela privada, no cooperativa, gobernada en un principio por un patronato con representantes de los empresarios, de los obreros y del Ayuntamiento. El primer año comenzaron veinte jóvenes, que durante los once meses del curso tenían un trabajo remunerado de cuatro horas por la mañana en las empresas, y por la tarde acudían a clase durante seis horas.
En 1945 a iniciativa de Arizmendiarrieta y por medio de Juventud Deportiva, se construyó el estadio de Iturripe, financiado con aportaciones empresariales y de la comunidad local a través de quinielas, rifas, pases para espectáculos, etcétera. Y siguiendo con su proceder de institucionalizar las obras sociales, él mismo redactó sus estatutos, convirtiéndola en una sociedad deportiva municipal dotada de una Junta Delegada que incluía a las principales autoridades públicas, eclesiásticas y económicas de Mondragón.
El año 1946 Arizmendiarrieta propició un salto cualitativo importante en la formación, al seleccionar a los mejores once jóvenes que habían terminado sus estudios de Maestría Industrial, para cursar por libre los estudios superiores de Ingeniería Industrial en Zaragoza. De día trabajaban 55 horas semanales en la Unión Cerrajera y de noche estudiaban guiados por profesores de la Escuela Profesional. Se examinaban en julio de forma presencial, y todos aprobaron los cinco cursos, y entre ellos estaban los cinco promotores de la que en 1956 fue la primera cooperativa, ULGOR. Por otra parte, el mismo año y siguiendo con su pensamiento de «teología de la realidad», consiguió crear un dispensario antituberculoso en el pequeño Centro de Salud de Mondragón.
El año 1947 y los siguientes fueron socialmente convulsos, con reclamaciones salariales de los obreros en varias empresas, con el apoyo y la participación de Arizmendiarrieta en la elaboración de los escritos, como trabajos de apostolado social. Todo ello manteniendo su buena relación con los empresarios, que le apoyaron en la creación de la fundación Liga de Educación y Cultura para la promoción del bien común. Pero con el tiempo se produjeron enfrentamientos entre la paternalista dirección de la Unión Cerrajera y los estudiantes de Ingeniería.

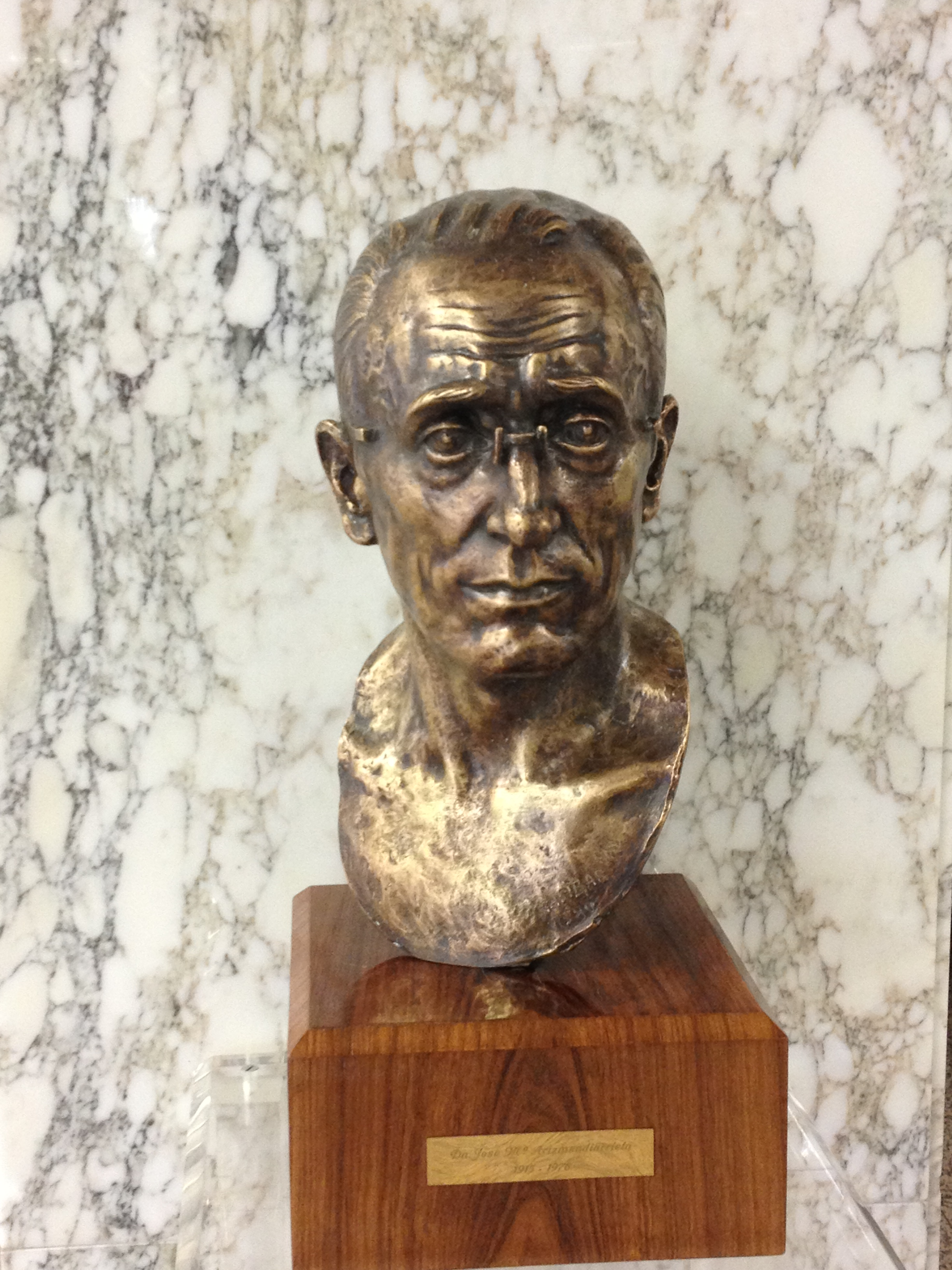
El busto de Arizmendiarrieta en la sede de Laboral Kutxa.

En 1952 se inauguró la nueva Escuela Profesional de Zaldispe promovida por Arizmendiarrieta, manteniéndose él humildemente entre el público, mientras el ministro de Educación, el gobernador civil, el obispo, el presidente de la Diputación y otras autoridades estaban en la tribuna. En el mismo acto, la primera promoción de ingenieros industriales recibió sus títulos de manos del ministro Joaquín Ruiz-Giménez. Dentro de sus proyectos sociales, en agosto de 1953 se colocó la primera piedra del nuevo complejo de viviendas para los trabajadores en Makatzena, tras crear la entidad constructora benéfica Asociación Mondragonesa del Hogar. Arizmendiarrieta llevaba su ideología obrera a la práctica a través de una vida austera: sin sueldos, viajando en tren con billete de tercera o en automóviles de amigos, y desplazándose por Mondragón con su modesta bicicleta, como lo hacía la clase obrera.

### Enfermedad y muerte: 1963-1976
En 1963 comenzó a sufrir pequeños colapsos, fruto seguramente de su intensa actividad en los años anteriores: vida sacerdotal, clases, charlas, conferencias, reuniones, visitas a centros de trabajo, atención a personas en su despacho de la Escuela, viajes a los ministerios y entidades oficiales, viajes al extranjero, y su empedernida dedicación a la formación a través de numerosas lecturas. No se repuso en su totalidad, y en febrero de 1967 sufrió una embolia cardíaca, por la que fue operado en Madrid, donde le pusieron una prótesis artificial en su corazón. 
Tras varios años de vida normal, en enero de 1973 fue hospitalizado por problemas de corazón en Bilbao, donde le impusieron un estricto régimen de recuperación, tras el que volvió débil a Mondragón. Al no mejorar por ser una enfermedad irreversible, en febrero de 1974 tuvo que volver al hospital a operarse de nuevo, dado que la válvula artificial colocada anteriormente se fue desnaturalizando con el tiempo y precisaba de sustitución. La compleja operación finalizó bien, pero los días sucesivos Arizmendiarrieta sufría al no cicatrizarse las heridas que se infectaron, era el llamado «mal del quirófano». En abril le dieron el alta para volver a Mondragón, donde le curaban las heridas diariamente. Solo su ascética sacerdotal explica el silencio con que vivió el sufrimiento físico que le acompañó a partir de esta última operación. Las curas y medicaciones, especialmente los antibióticos, constituían un doloroso martirio que llevó con resignación, mientras que, aun débil, trataba de hacer vida normal. Tras varias hospitalizaciones y altas, a primeros de noviembre de 1976 ingresó en el Centro Asistencial de Mondragón, donde los médicos decidieron no hacerle sufrir más con nuevas curas de sus heridas, hasta el día de su muerte el 29 de noviembre.
El cadáver se expuso en la parroquia durante dos días, pasando miles de personas a rendirle homenaje. El 1 de diciembre se celebró el funeral, presidido por el ministro de Trabajo y oficiado por 60 sacerdotes.

## Empresas cooperativas: 1955-1976
Hasta 1955 Arizmendiarrieta desarrolló su labor en cuatro ámbitos distintos, y en todos los casos con criterios de cooperación inter-clasista:
1. la parroquial, donde englobaba al centro de Acción Católica y la Obra de Ejercicios Espirituales,

1. la social, con obras de asistencia social sanitaria por medio de los dispensarios antituberculoso e infantil, o la de construcción de viviendas por medio de la Asociación Mondragonesa, - la formativa, representada por la Escuela Profesional, y

1. la recreativa, orientada hacia el deporte y el cine con la Juventud Deportiva.[8]

1. la empresarial, con la participación de los trabajadores en el capital y la gestión de la empresa.

Tras trece años de labor creativa en sectores de asistencia y formación, sustentado más en la acción que en la reflexión, y alimentado por la doctrina social de la Iglesia, Arizmendiarrieta focalizó su dedicación en la creación de empresas sociales, que él denominaba como “experiencia cooperativa”.

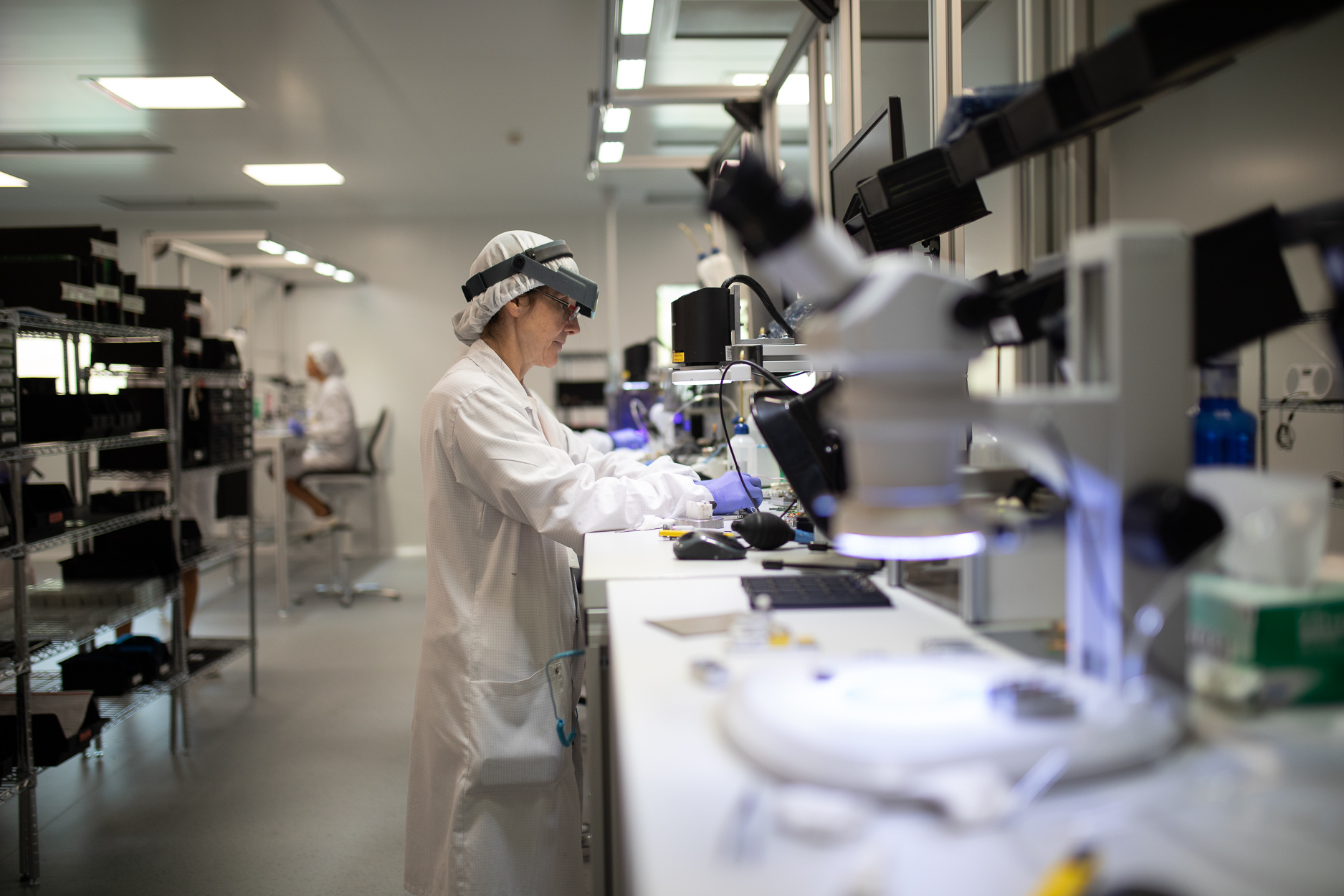
Una mujer socia en un laboratorio del Grupo Cooperativo Fagor.

### Modelo organizativo
Arizmendiarrieta promovió un modelo organizativo abierto sin distinción de razas, creencias, clases ni género, que era a su vez participativo e interdependiente. Y tenía unos elementos comunes y otros específicos en función del sector.
Entre los elementos comunes estaban la Asamblea General de socios, donde imperaba la democracia de una persona/un voto, sin valorar la antigüedad ni el capital que poseía el socio. La Asamblea elegía a los miembros del Consejo Rector, equivalente al Consejo de Administración, donde cualquier socio podía presentar su candidatura. El Consejo Rector elegía al Director Gerente, que a su vez elegiría a su propio equipo directivo. Por otra parte, los trabajadores elegían a los miembros del Consejo Social, equivalente a los sindicatos, en una proporción de un representante cada veinte socios. Tanto el Consejo Rector como el Consejo Social elegían internamente a su Presidente.
En función del sector, cambiaba la composición de los socios. Así, en las cooperativas industriales eran socios solamente sus trabajadores. En las cooperativas de crédito y de investigación eran socios los trabajadores y las empresas. En las cooperativas de consumo eran socios los trabajadores y las empresas, y socios usuarios los clientes. Y en las cooperativas de formación eran socios los trabajadores, las empresas, y los estudiantes. Todas las cooperativas eran privadas, autogestionadas y ofreciendo sus servicios a todo el mercado público. Por otra parte, tanto las de investigación como las de formación eran sin ánimo de lucro.

### Cooperativas de consumo
En julio de 1955 las viviendas de la Asociación Mondragonesa del Hogar ya habían sido finalizadas, y Arizmendiarrieta promovió entre sus vecinos la creación de la Cooperativa de Consumo San José en la asamblea de socios. Se trataba de crear una alternativa comunitaria a los excluyentes economatos de empresa como el de la Unión Cerrajera. Organizó todo personalmente: participó en el listado de socios fundadores, recabó la documentación necesaria para formalizar los estatutos, buscó referencias teóricas acerca del cooperativismo para familiarizar a los socios con este modelo de empresa, se ocupó de las gestiones para adquirir un local en el pueblo que sirviese de tienda, y redactó los estatutos de la sociedad. Le incluyeron como consiliario en la Junta Rectora, y para financiar su compra Arizmendiarrieta negoció créditos sin interés con varias empresas a cambio de que éstas aprovechasen la cooperativa como economato propio.

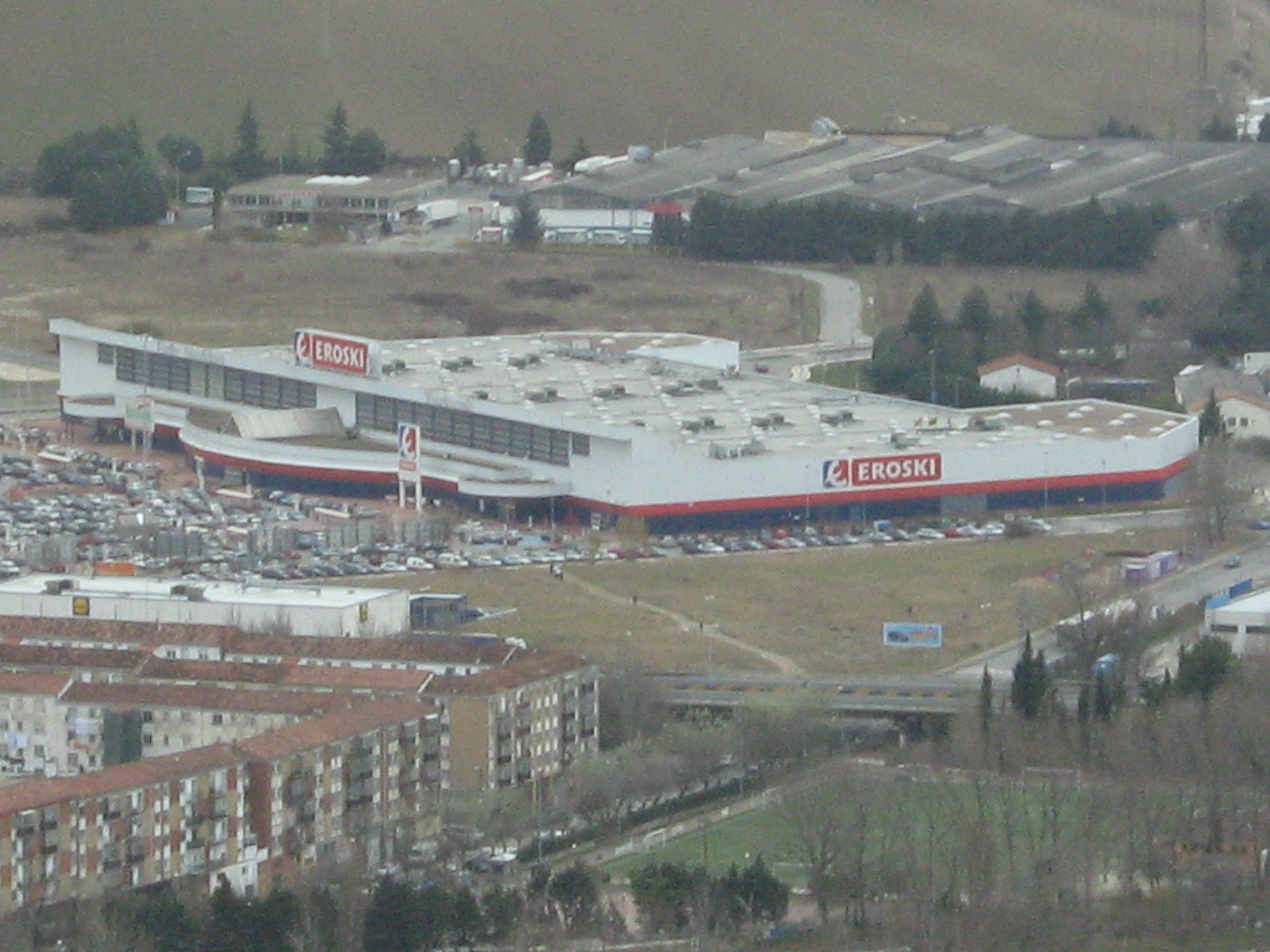
Un hipermercado de la Cooperativa Eroski en Pamplona.

La Cooperativa San José sirvió asimismo de equilibrio laboral al emplear sobre todo a mujeres, pues Arizmendiarrieta dedicaba una atención especial a la promoción femenina. Para ello, amplió una sección de enseñanzas en la Escuela Profesional, enfocada a las 400 obreras solteras que existían en Mondragón. Con los años se crearon más cooperativas de consumo, y en septiembre de 1969, fruto de la fusión de la Cooperativa San José de Mondragón con varias cooperativas afincadas en Arechavaleta, Amorebieta, Marquina, Guernica, Éibar, Ermua, Matiena y Recaldeberri (Bilbao), se creó la nueva sociedad Grupo Eroski.

### Cooperativas industriales
A comienzos de 1955 Arizmendiarrieta desistió de realizar más intentos para que la dirección de la Unión Cerrajera hiciese partícipe a sus trabajadores en el capital y en la gestión. Y animó a crear la nueva empresa ULGOR (nombre surgido de las iniciales de los cinco fundadores) a cinco de sus colaboradores más cercanos: Luis Usatorre, Jesús Larrañaga, Alfonso Gorroñogoitia, José María Ormaetxea y Javier Ortubay. La autorización para su creación debía ser dada por el Gobierno de Madrid, y ante su negativa, decidieron comprar en octubre una empresa en dificultades de Vitoria con su licencia industrial de fabricación de “aparatos de uso doméstico”, que eran hornillos de petróleo de cocina.
En abril de 1956 Arizmendiarrieta bendijo el pabellón donde se ubicó en Mondragón la nueva empresa Talleres ULGOR, donde además de seguir fabricando los anteriores hornillos, lanzaron un nuevo producto: una estufa de petróleo copiada al milímetro de un modelo inglés desconocido en España. Asimismo, en verano lograron la licencia de fabricación de placas de selenio bajo la patente de una empresa alemana.
Arizmendiarrieta se apoyaba en jóvenes con talento que conocía de la Escuela, bajo la premisa de que “para crear cooperativas hay que formar cooperativistas”. Por otra parte, se promovieron los nuevos negocios con una doble lógica: que no existiesen previamente en el valle del Alto Deba, para evitar entrar en competencia con ellas, y que estuviesen vinculados a sus conocimientos profesionales adquiridos en la Unión Cerrajera y la Escuela Profesional. Así, Usatorre y Larrañaga se hicieron cargo de los electrodomésticos, Ormaetxea de la fundición, y Gorroñogoitia de la electrónica. En agosto aprovecharon las vacaciones estivales para el traslado a Mondragón de la maquinaria y los troqueles de la planta de Vitoria, y en noviembre se inauguró oficialmente el taller..
Tras el buen comienzo de ULGOR, en 1957 con la participación de exalumnos de la Escuela Profesional, Arizmendiarrieta impulsó la creación de Talleres Arrasate Cooperativa Industrial, para reflotar la empresa Talleres Aranzábal, que estaba en quiebra. Los estatutos los elaboró él mismo en colaboración con dos abogados madrileños, uno de los cuales era el responsable de la Unión Nacional de Cooperativas Industriales. El objeto de la nueva empresa cooperativa era “la fabricación y venta de máquinas, herramientas, troquelaje y herramental”.

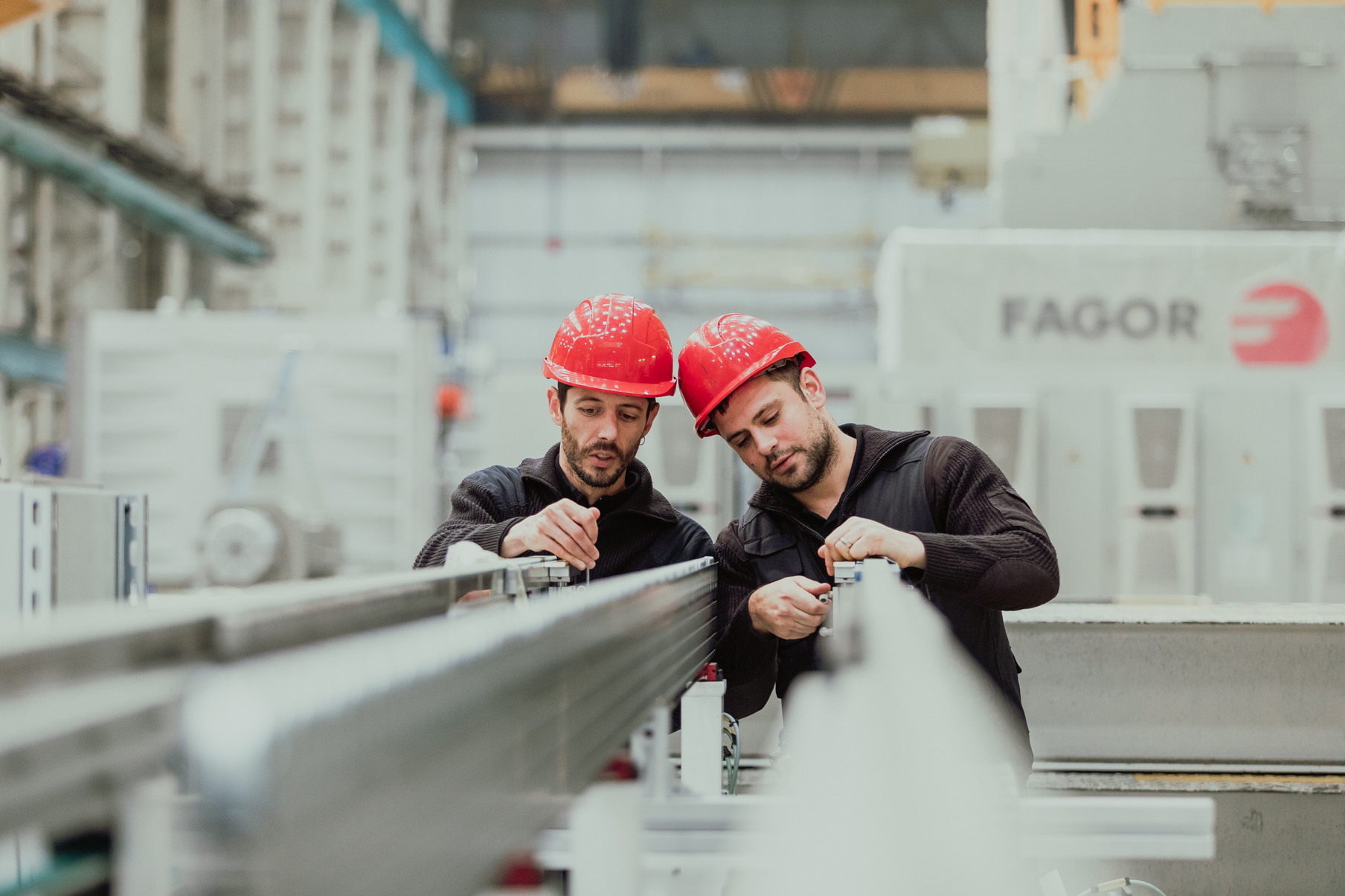
Dos socios trabajando en el taller.

### Cooperativas de crédito
En agosto de 1958 Arizmendiarrieta acudió con una excursión de estudiantes y profesores de la Escuela Politécnica a la Exposición Mundial de Bruselas, y aprovechó su primer viaje al extranjero para visitar en Francia, Holanda, Bélgica y Alemania distintas empresas de automóviles, electrodomésticos y máquina-herramienta. Tras el viaje decidió emprender una idea que venía madurando los últimos años, la creación de entidades cooperativas de crédito. A comienzos de 1959 redactó dos anteproyectos, que se concretarían en la creación de una entidad financiera y de otra asistencial.

#### Entidad financiera
El objetivo de la entidad financiera Laboral Kutxa, era dar cobertura a las cooperativas industriales y de servicios en sus inversiones y en su crecimiento, y a su vez, canalizar sus beneficios y los ahorros de los socios. La primera oficina se abrió en el mes de octubre de 1959, y además de su función financiera, asumió la activación del servicio de Previsión Social para cubrir a los 314 socios de ULGOR y Talleres Arrasate.
En los estatutos que presentó para su aprobación, reforzó la inter-cooperación, al pasar las cooperativas existentes a ser socias de la cooperativa de crédito y proponiendo a las nuevas cooperativas la incorporación como socias. De esta forma, reforzaban mutuamente su solvencia. Una característica propia de Laboral Kutxa desde sus inicios, y hasta la creación en 1991 de la Corporación Mondragón, fue la existencia de dos Divisiones: la Financiera y la Empresarial. Mientras la primera ejercía las funciones ordinarias de una caja de ahorros, las funciones de la División Empresarial eran autónomas. Por una parte, daba apoyo a las cooperativas existentes en temas de internacionalización, de gestión o de asesoría jurídica, y por otra promovía la creación de nuevas cooperativas, tanto en los sectores donde ya había como en otros nuevos como la investigación, el sector primario, o el educativo. 
Además de vincular a los empleados y a las cooperativas industriales como socios, Arizmendiarrieta deseaba la implicación del resto de la población, y para ello utilizaba mensajes sencillos y populares. Así, en la inauguración en 1960 de una nueva oficina de Laboral Kutxa su lema fue “O libreta, o maleta”, es decir, ahorrar para invertir y crear empleo, o emigrar.

#### Mutua asistencial

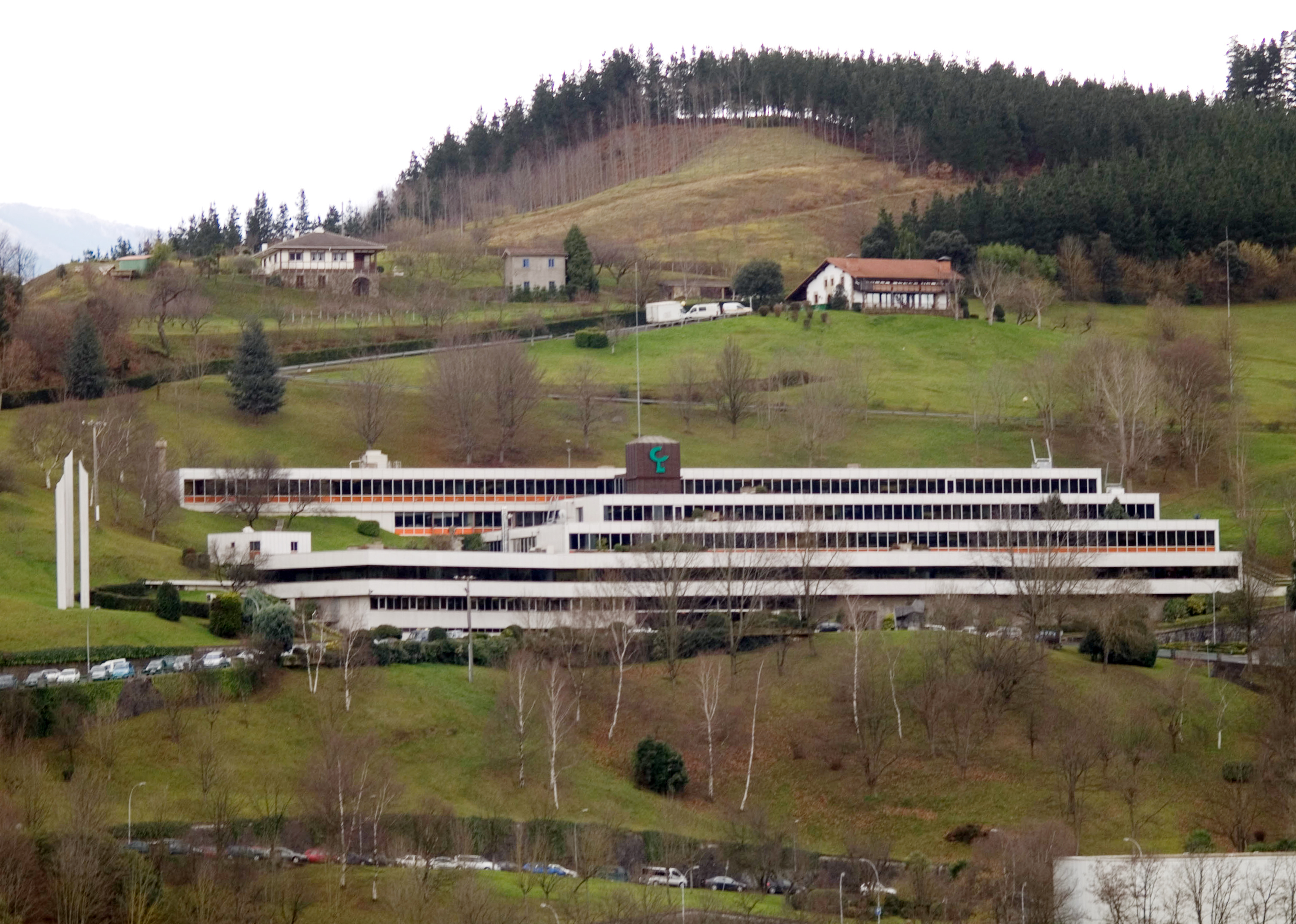
Oficinas centrales de Laboral Kutxa.

Al igual que la entidad financiera, en junio de 1959 se creó la EPSV- Entidad de Previsión Social Voluntaria denominada Lagun Aro, para dar respuesta a una necesidad de protección social de los cooperativistas. La razón fue que por su condición de personas trabajadoras por cuenta propia, quedaban excluidos del Régimen General Público de la Seguridad Social, aludiendo a su condición de propietarios en contraposición a la de los trabajadores por cuenta ajena.
Su función era por una parte proporcionar un sistema de cobertura mixto que incluyesen las Prestaciones del Sistema Público de la Seguridad Social, a través del Régimen de Autónomos al que estaban afiliados los cooperativistas. Y por otra las prestaciones propias de Lagun Aro, como eran las coberturas de enfermedad, de desempleo en el caso de que una cooperativa estuviese en dificultades, de jubilación, de viudedad, y de asistencia sanitaria complementaria. Al igual que en Laboral Kutxa, las cooperativas eran socias de Lagun Aro.

### Cooperativa agrícola
Arizmendiarrieta provenía de una familia de campesinos de Barínaga, y no entendía el desarrollo social sin el sector primario. Tras la primera cooperativa industrial, promovió la cooperativa LANA, integrando el sector ganadero, agrícola y forestal del Valle del Alto Deba. Sería una cooperativa mixta con dos tipos de socios, los productores de los caseríos, y los trabajadores de la cooperativa de transformación. Tras varios años de dinámico crecimiento, se produjo una especialización creándose tres divisiones, lechería, ganadera y forestal. Con los años, las dos primeras se integraron en el Grupo agro-alimentario Erkop, y la actividad forestal en la División de Construcción.

### Universidad cooperativa

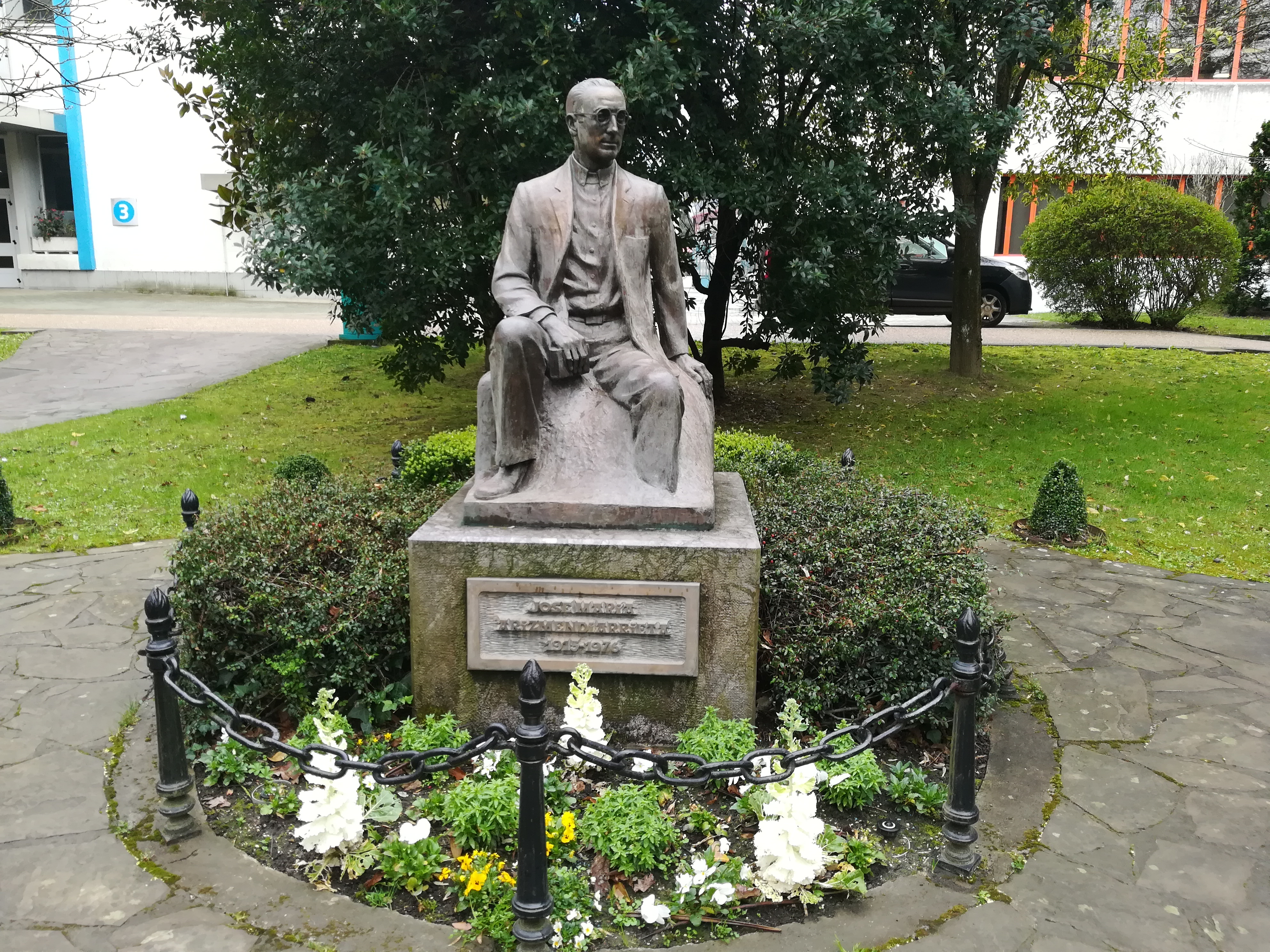
Escultura de José María Arizmendiarrieta en el Campus de Mondragón de Mondragon Unibertsitatea.

A comienzos de 1961, Arizmendiarrieta comenzó a estructurar la idea de una nueva Escuela Profesional de más nivel académico en el Valle del Alto Deba, abriendo centros en los tres pueblos de cabecera, Mondragón, Vergara y Oñate, que sumaban una población de 50.000 habitantes. Como condición indispensable para el desarrollo de las cooperativas industriales, quería alumnos bien formados por los mejores profesores en talleres y laboratorios, que se acercasen a niveles de investigación y desarrollo de los países europeos punteros. Y ello facilitaría la interrelación con las empresas.
En 1963 comenzaron las obras de la nueva Escuela Profesional en Iturripe, proyectada para albergar 1.500 alumnos que gradualmente alcanzarían el grado de Oficialía, Maestría e Ingeniería Técnica, inaugurándose oficialmente en 1967. Una particularidad importante era que pertenecían como socios de la Escuela las empresas cooperativas y no cooperativas del Valle, los profesores, y también los alumnos, teniendo las tres partes representación en la Asamblea y el Consejo Rector.
En ese tiempo, desarrolló su Proyecto Universitario MEDUO - Mancomunidad Escolar de la Universidad de Oñate, que hizo público en 1965, tomando como aval histórico a la antigua Universidad Sancti Spiritus, creada en 1545 y en funcionamiento hasta 1902. Su propuesta descentralizada y mancomunada preveía ubicar las ingenierías relacionadas con la mecánica, la electrónica y la máquina herramienta en Mondragón, las licenciaturas de comercio y administración de empresas en Oñate, y las químicas vinculadas a la industria textil en Vergara. Además, proponía una universidad “popular y social”, que debería prestar atención a la aplicación práctica del principio de igualdad de oportunidades de educación, para que fuese un foco motriz de desarrollo mediante la institucionalización de la formación permanente. El proyecto resultó ser demasiado ambicioso para la época, y hubo que esperar hasta 1997 para que se constituyese la actual Mondragon Unibertsitatea.

### Grupo cooperativo comarcal
En la Memoria anual 1961 de Laboral Kutxa, Arizmendiarrieta exponía sus ideas sobre la cooperación intra- e inter-cooperativa como un elemento de solidaridad para conseguir la promoción personal y colectiva. Proponía un proceso adecuado de capitalización por medios indirectos, y al mismo tiempo una fórmula indispensable de desarrollo por medio de la concentración industrial.
Los directivos de ULGOR lideraron y desarrollaron la idea, que se plasmó en la constitución de un grupo comarcal denominado Ularco que englobaba a las cooperativas industriales del Valle del Alto Deba. En un comienzo lo integrarían las empresas industriales ULGOR, Arrasate, Copreci y Ederlan, constituyendo una unión federal de cooperativas, de orientación similar a los grupos de empresas capitalistas, con la diferencia de que en éstas el poder era vertical y configurado por la mayoría aritmética del capital, mientras que en el Grupo Ularco el poder radicaba en un pacto de cesión de soberanía. Uno de los mayores logros de solidaridad colectiva de Arizmendiarrieta con la creación del Grupo en 1964 fue implementar la “reconversión de resultados” entre todos los socios de las distintas empresas cooperativas, cuando en ULGOR se lograban el 30% de beneficios sobre ventas y en Ederlan el 3%. La nueva agrupación empresarial señalaba en el artículo segundo de su reglamento que su objeto social era garantizar “los presupuestos de la empresa moderna con el adecuado despliegue técnico, financiero y mercantil”.

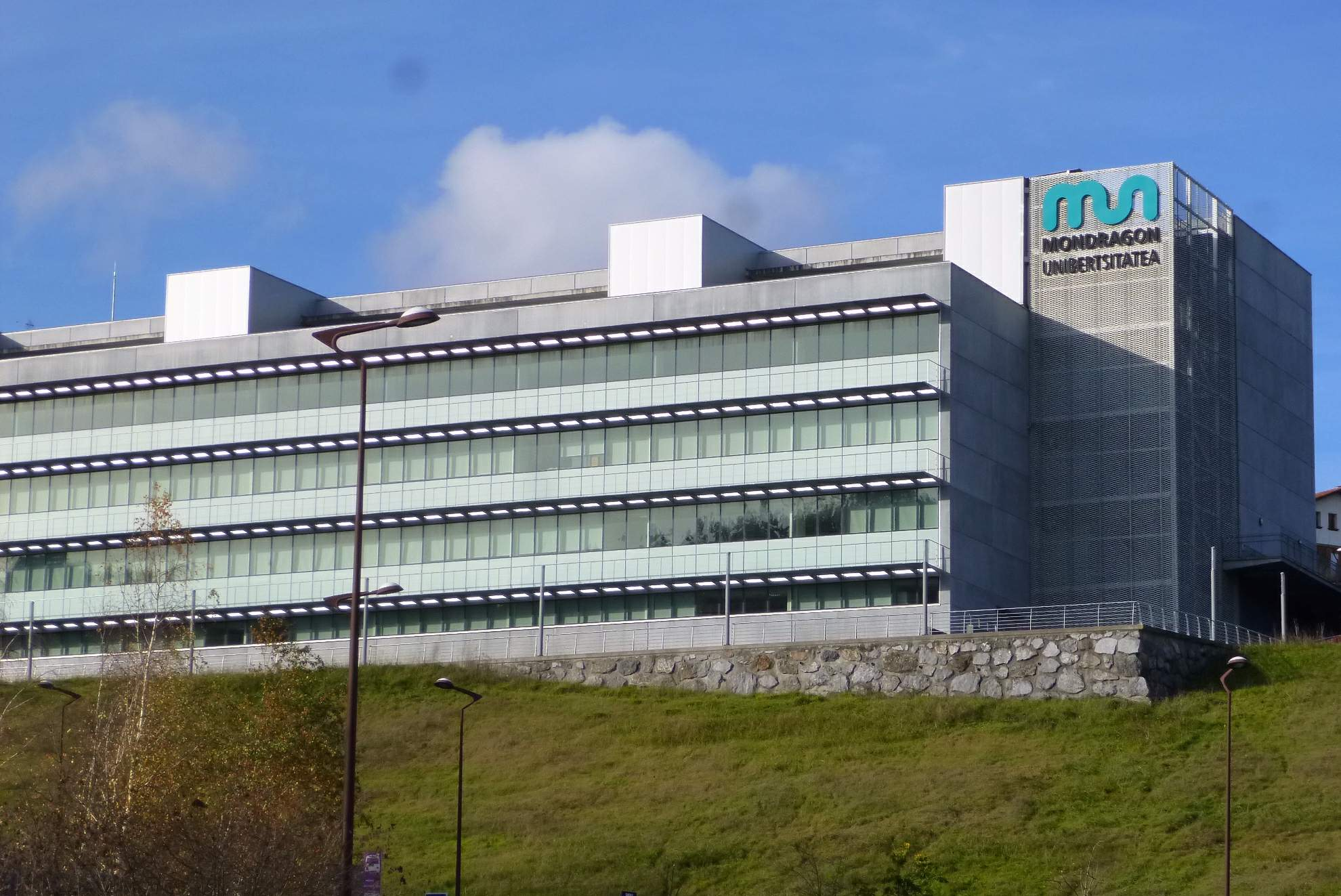
Edificio de la Escuela Politécnica Superior de Mondragon Unibertsitatea en el campus del Parque Tecnológico Garaia.

### Cooperativa industrial de estudiantes
Arizmendiarreta desarrolló el proyecto de creación de una cooperativa industrial para los alumnos de la Escuela Profesional con un doble fin. Por una parte, facilitar a los estudiantes con escasos recursos económicos la posibilidad de costearse sus estudios de Maestría Industrial. Y por la otra, promocionar la formación dual a través de las clases teóricas y prácticas en la Escuela, y de la experiencia de trabajar en una empresa real.
En noviembre de 1965 inició los trámites para el reconocimiento administrativo de la empresa Alecoop (Actividad Laboral Escolar Cooperativa), que se oficializaron en abril de 1966. El objeto industrial de la empresa era la fabricación y venta de utillaje auxiliar de los talleres mecánicos, eléctricos y de instalaciones y montajes industriales, según encargos o proyectos de estudio propio. Los estudiantes trabajarían en régimen cooperativo durante media jornada, que debía ser compatible con las exigencias escolares de los socios.

### Cooperativa industrial de mujeres
En todas las cooperativas la participación de la mujer era sujeto de derechos paritarios a los de los hombres. Pero a mediados de 1960 la preocupación de Arizmendiarrieta por la emancipación laboral de la mujer se hizo más ostensible, toda vez que la participación de la mujer en el trabajo tenía como límite el matrimonio. En las cooperativas el vínculo asociativo institucional era el “contrato de sociedad” y no el usual contrato de trabajo, por lo que las socias solteras veían aquél rescindido una vez se casaban. Para Arizmendiarrieta el matrimonio era casi una sentencia al exilio para las mujeres, que las apartaba de la vida social, lo que a menudo tendía a incrementar los problemas de pareja.
Para mejorar la situación, Arizmendiarrieta por una parte promovió la construcción en la Escuela de un pabellón femenino de aulas y laboratorios, que permitiría que las alumnas jóvenes pudiesen estudiar química y electrónica. Por otra parte, promovió en paralelo la creación de una cooperativa industrial de mujeres, fundándose en noviembre de 1967 la empresa Auzo Lagun. Su actividad es el servicio de restauración directo o preparado in situ para escuelas, empresas, residencias y hospitales.

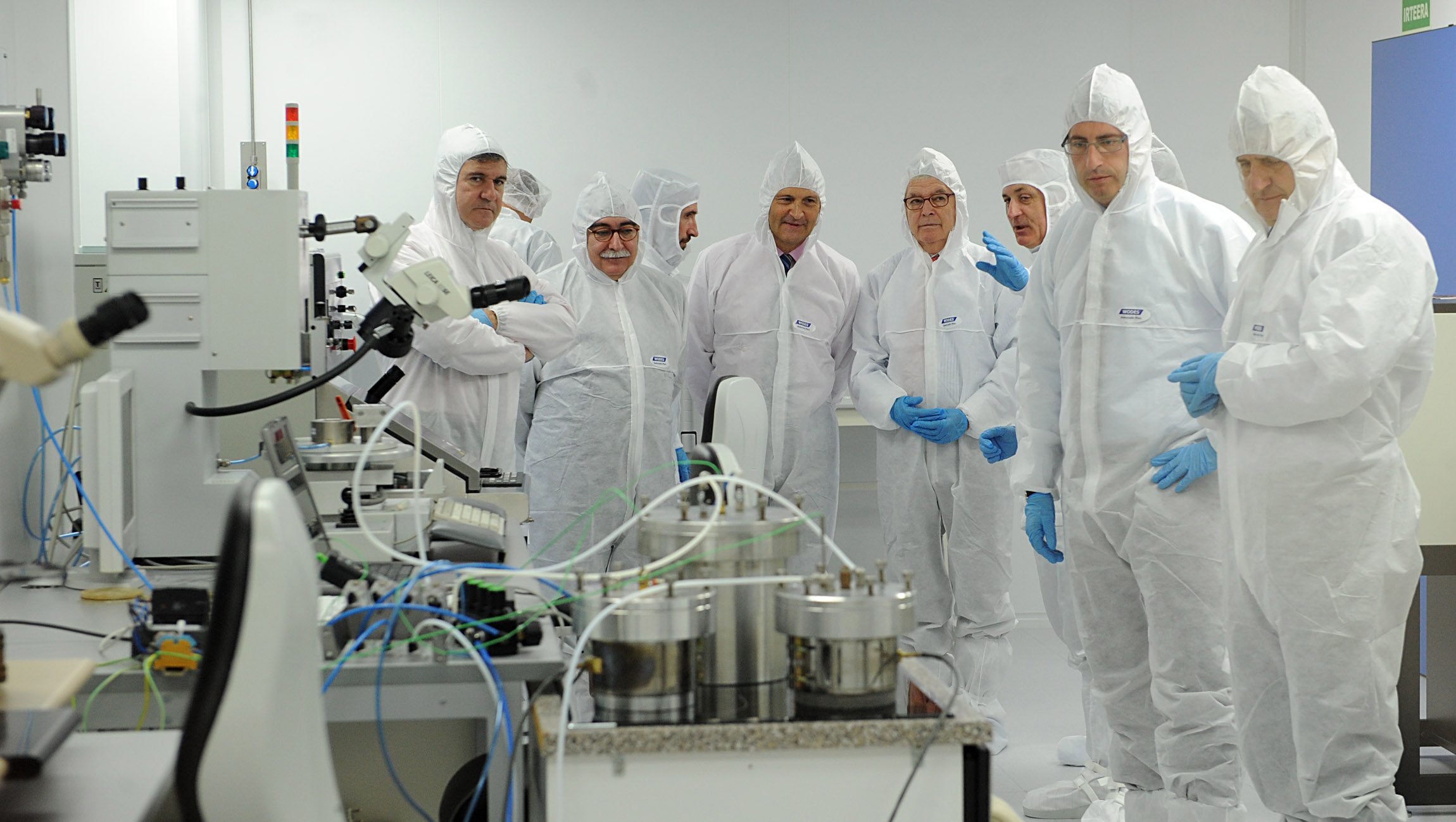
Un laboratorio de nanotecnología de Ikerlan.

### Centro cooperativo de investigación
Arizmendiarrieta era consciente de la dependencia tecnológica que suponía la adquisición de patentes en el extranjero, y más concretamente la de semiconductores electrónicos en Alemania y la de electrodomésticos en Italia. Por ello, en los viajes al extranjero analizaba las redes de colaboración entre empresas, universidades y centros de investigación como base para el desarrollo económico y social. El año 1965, comenzó a incluir en las charlas semanales de la Escuela Profesional sus ideas sobre la importancia la investigación y el desarrollo tecnológico. Consideraba que la competencia entre las naciones se daba entre las empresas que colaboraban con los laboratorios, por lo que había que invertir en capital humano y en tecnología. Con su habitual pragmatismo, convenció a varios profesores de la Escuela para dedicar parte de su tiempo a la investigación tecnológica aplicada, y tras varios años de testeo, a partir de 1968 se creó un equipo con autonomía parcial y proyectos propios.
Posteriormente animó a las cooperativas del Valle del Alto Deba a contratar proyectos al equipo investigador, y a Laboral Kutxa a liderar financieramente la construcción de un edificio separado de la Escuela Profesional. El doble objetivo era dotar de capacidad investigadora propia a medio y largo plazo al estilo de los Fraunhofer alemanes, bajo la tutela jurídica de la Escuela Profesional, y con el tiempo constituir la primera empresa cooperativa de investigación aplicada. En 1973 Laboral Kutxa aprobó el proyecto, y en octubre de 1974 comenzaron las obras del nuevo edificio. La tutela del centro docente duró hasta 1982, en que Ikerlan tuvo personalidad jurídica propia como cooperativa, siendo socios las empresas del Valle y los propios investigadores. Arizmendiarrieta involucró asimismo a la Administración pública para la financiación de los proyectos genéricos, siendo fuente de inspiración de la colaboración público-privada en el ámbito de la investigación en el País Vasco.

### Corporación cooperativa
En febrero de 1966, Arizmendarrieta visitó durante una semana en Francia laboratorios y fábricas de París, Dijon y Grenoble. Y en septiembre realizó otro viaje por Alemania, visitando en Bonn, Fráncfort, Stuttgart, Múnich, Hamburgo y Berlín cooperativas comerciales, de crédito, de consumo, e industriales. En ambos casos volvió con la idea de que también en Mondragón se podía alcanzar el grado de desarrollo armónico que había visto, para lo que era necesario hacerse competitivos en áreas cada vez más amplias. Lo que reforzaba su permanente discurso de la cooperación.
Las cooperativas estaban integrándose en grupos comarcales como Ularco, por su proximidad geográfica, y hasta diciembre de 1984 no se creó el pre-congreso reorganizativo con un enfoque más empresarial y menos sociológico, creándose el Grupo Cooperativo Mondragón. El proceso culminó en los dos primeros Congresos de 1987 y 1989, aprobándose los principios básicos de lo que actualmente es la Corporación Mondragon.

## Pensamiento y principios prácticos

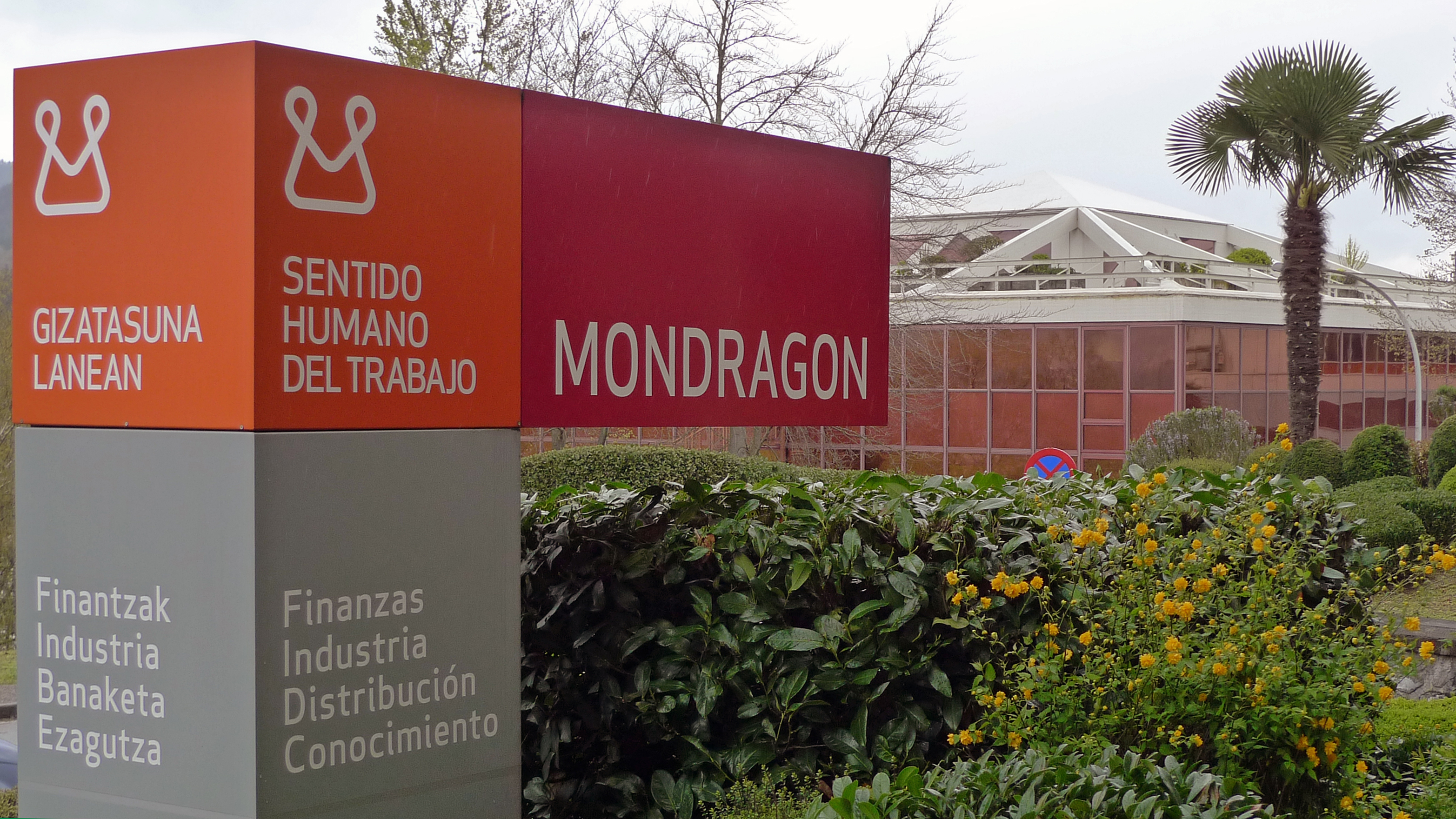
Entrada a las oficinas centrales de la Corporación.

### Precedentes
Arizmendiarrieta en su afán por la justicia social y la dignidad humana de las personas, no fue un visionario que crease modelos empresariales por intuición. Tenía amplios conocimientos históricos, empresariales e ideológicos basados en muchos años de observación y lectura. Su singularidad fue que, con mucho pragmatismo, supo ayudar a implementar sus ideas teóricas en creaciones concretas.

#### Históricos
Arizmendiarrieta conocía muy bien los precedentes cooperativos del País Vasco. De hecho, el espíritu de cooperación estaba desde antiguo muy arraigado entre los agricultores, conocido popularmente como “Auzolan” (Trabajo comunitario): es la realización de un trabajo gratuito por parte de los vecinos que beneficie a todos; a través de una asamblea vecinal se decide el lugar, el modo y las personas (un miembro por cada caserío) que van a realizarlo, principalmente la apertura y/o mantenimiento de las vías públicas, iglesias, ermitas o edificios públicos, o como ayuda cuando un vecino lo necesita.
Por otra parte, en el siglo XX la primera cooperativa de consumo, promovida por el sindicato nacionalista ELA/STV, se creó en Bilbao en 1919, siguiéndole otras en Vizcaya. Estas cooperativas estaban abiertas también a no socios.Y funcionaban según los principios cooperativos de la Sociedad Equitativa de los Pioneros de Rochdale, fundada en 1844 en Inglaterra, y que actualmente mantiene la ACI - Alianza Cooperativa Internacional. En el Congreso de Vitoria de 1933 el sindicato acordó reforzar el movimiento cooperativo, y se crearon también las primeras cooperativas de producción y de crédito.
Asimismo, el sindicato socialista UGT ayudó en 1920 a varios afiliados, trabajadores de empresas en crisis, a conseguir el auto-empleo creando la cooperativa ALFA de Éibar. Comenzó fabricando armas, y a partir de 1925 también máquinas de coser. Fue la mayor cooperativa industrial de la época, siendo su director gerente Toribio Echevarria, admirado y querido por Arizmendiarrieta por su profesionalidad e integridad.

#### Empresariales
El Valle del Alto Deba y sus siete pueblos, desde el siglo XIII estuvieron vinculados a las ferrerías y a la metalurgia. Así, en el siglo XV buena parte de los 1900 habitantes de Mondragón se dedicaban a la obtención de tochos de acero, que por una parte vendían y exportaban para la fabricación de armas, y por otra transformaban artesanalmente en clavos y herrajes. Las ferrerías eran complejas instalaciones que permitían que la energía del agua accionara la maquinaria necesaria para producir hierro y acero, hasta que con la Revolución Industrial del siglo XIX se implantaron los hornos altos.

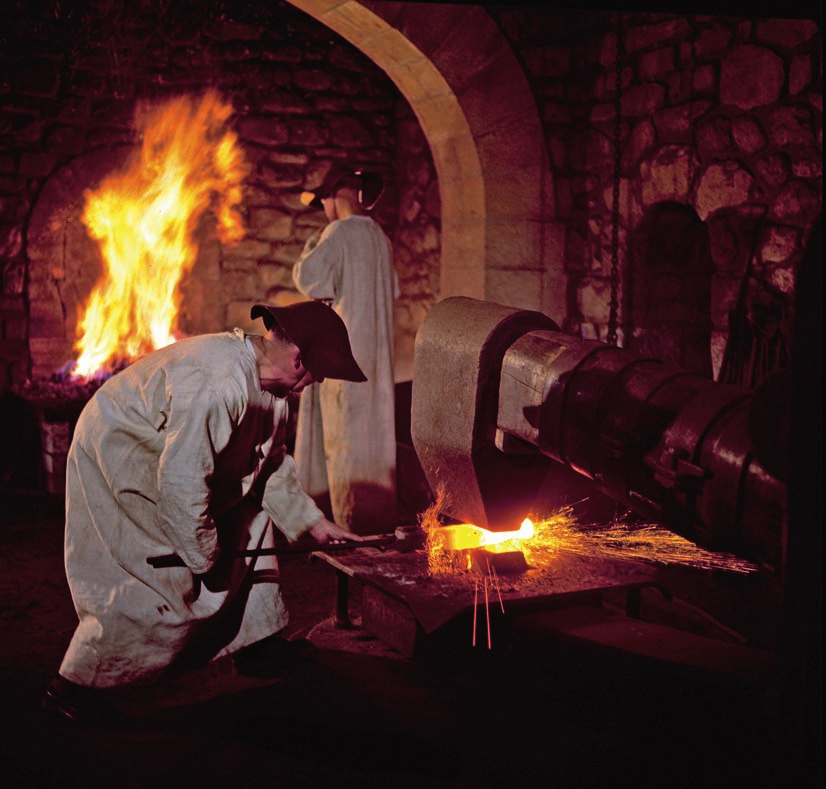
Trabajando en una ferrería.

Cuando Arizmendiarrieta llegó a la deprimida Mondragón de la posguerra en 1941, la mayor empresa era la “Unión Cerrajera S.A.”, creada en 1906 de la fusión de las empresas “Vergarajauregui, Resusta y Cia", de 1869, y “La Cerrajera Guipuzcoana”, de 1901. Tenía 850 empleados en sus plantas fundición y mecanizado de Mondragón y Vergara, cotizaba en Bolsa, y era el motor de varias empresas cerrajeras menores. A mediados de 1948 llegó a tener 2.000 trabajadores. La segunda empresa más importante de Mondragón era la “Cerrajera Moderna ELMA, S.A.”, con más de 300 empleados.
En todos los pueblos del Valle del Alto Deba había numerosas pequeñas empresas industriales, entre las que destacaban dos de tamaño medio. En Vergara se encontraba “La Algodonera San Antonio, S.A.”, creada en 1846, que llegó a tener 500 empleados y se dedicaba a la producción de tejidos a gran escala. En Oñate estaba “Hijos de Juan de Garay, S.A.”, creada en 1864, y dedicada a la producción de tubos de acero soldado con 400 empleados.

#### Ideológicos
Arizmendiarrieta dispuso siempre de un pequeño y austero despacho en la Escuela Profesional, y era un lector empedernido de temas poco habituales para un modesto cura, como libros de los laboristas, de los “obispos rojos” como Antonio Pildain y Vicente Enrique y Tarancón, de los nuevos intelectuales católicos de Ecclesia como Iribarren y Rodríguez de Yrre, o el manifiesto comunista de Marx y Engels. El “pensamiento propio” que comenzó a elaborar era la conjunción entre las fuentes clásicas y social-católicas del Seminario, y las nuevas teorías socialistas y personalistas en su búsqueda de una solución religiosa a la cuestión social. Compraba libros de pensadores dotados para influir en la realidad, como el sacerdote católico activo como él Hans Küng, o Jacques Maritain, Emmanuel Mounier, Ortega y Gasset, Jacques Leclerq y los líderes laboristas, y regalaba copias a sus discípulos.
La lectura para él era una fuente de inspiración imprescindible y subrayaba las ideas que creía más interesantes de los cientos de libros de su biblioteca particular. Y escribió con rigor sus reflexiones de “humanismo pedestre” en 10.495 fichas y escritos. Tras estar preso en la guerra civil sólo escribió en castellano, y en agosto de 1968 comenzó de nuevo a utilizar el vascuence en la revista TU Lankide, hasta un total de  57 artículos, los últimos tres del año 1976.

### Ejemplo en la austeridad
Arizmendiarrieta vivió toda su vida en la austeridad, de joven por necesidad familiar y tras el surgimiento de las cooperativas por convicción personal. Vivía con el limitado sueldo de coadjutor de la parroquia, nunca cobró nada de las cooperativas o de las entidades que promocionó, trabajaba en un pequeño despacho de la Escuela Profesional. No bebía, y comía lo mínimo. En Mondragón se desplazaba en bicicleta a semejanza de los trabajadores hasta que varios dirigentes cooperativistas se la “sustrajeron”, para regalarle luego una velosolex (bicicleta con un pequeño motor). Y para los viajes fuera, pedía favores a los amigos o tomaba los billetes más baratos.
A pesar ser el promotor de numerosas cooperativas, y a menudo el redactor de los proyectos y los estatutos, que defendía personalmente ante las distintas administraciones, desistió de ocupar cargo alguno. En las pocas distinciones individuales que aceptó, hacía partícipes de las mismas a los que le habían ayudado a materializarse, al igual que hizo en las inauguraciones de los nuevos pabellones y empresas. Nunca actuó por intereses personales, y a pesar de que algunos empresarios clasistas de Mondragón eran detractores del popular “cura”, y recelaban de la participación de los trabajadores en el capital y la gestión del nuevo modelo empresarial, Arizmendiarrieta se mantuvo en su ideario de justicia social. En 1956 fue amenazado por el gobernador civil con el traslado, y él respondió que obedecería la decisión de su superior de la diócesis, pero que no se convertiría en un sacerdote acomodaticio.

### Cercanía personal
Arizmendiarrieta plasmaba sus ideas en realizaciones concretas implicando a mucha gente: políticos, empresarios, profesores, jóvenes, etc. Y lo hacía con empatía y respeto hacia todos. Su labor diaria se fundaba en un ejercicio de renuncia al homenaje, a la sumisión, a la deferencia, al agradecimiento, al discreto encanto del poder. De joven se movía por el pueblo en bicicleta, por afinidad con los obreros. Comía frugalmente, y cuando un cargo de Madrid visitaba Mondragón para algún acto, Arizmendiarrieta avisaba a las monjas del Colegio Mayor para recibir a los visitantes con un caldo caliente.
En 1958 visitó Mondragón Guillermo Reyna, Director de Enseñanzas Profesionales en Madrid. Le sorprendió el trato afable de los alumnos con Arizmendiarrieta, y le escribió: “Me produjo mala impresión que los alumnos no se levantaron, ni saludaron, ni ofrecieron la menor muestra de deferencia hacia Vd., que es su Director, cuando pasamos por la sala donde varios estaban sentados y otros cambiándose de calzado”. Arizmendiarrieta, tras pedirle disculpas, le respondió “No les consiento que me traten como Director, pues me hallo en la Escuela como uno más. Ha sido un procedimiento que hasta el presente me ha dado buenos resultados”. De hecho, Arizmendiarreta nunca figuró como Director.

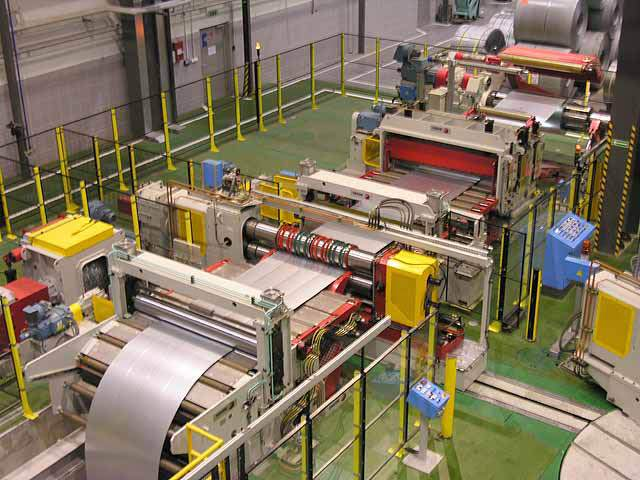
Máquina herramienta de Fagor Arrasate para el sector siderúrgico.

En 1965 el ministro de Trabajo llegó para otorgarle la Medalla de Oro al Mérito en el Trabajo, y en los discursos, el presidente de la Liga de Educación de Mondragón, destacó el afán del coadjutor por desvincular su obra de cualquier interés personal, pues “Sigue siendo igual de pobre que cuando llegó hace 25 años, y al igual que entonces, su madre le sigue enviando alubias y patatas del caserío” Para finalizar, dijo “Ha creado una mentalidad, una forma de hacer las cosas. Se ha acudido a él para todo, y siempre tiene un momento libre, una palabra de aliento, una idea para resolver un problema.” La contestación del homenajeado no sorprendió a nadie. Ningún mérito le cabía, habló siempre en plural, diluyéndose en el trabajo anónimo de los cientos de personas que habían trabajado con él en las actividades por las que era premiado: “Digo sin modestias que estos méritos que se han contabilizado a efectos oficiales en mi casilla, se deben a todos y cada uno de cuantos han trabajado durante estos años pasados”.

### Años de siembra
Desde que Arizmendiarrieta llegó en 1941 a Mondragón con su maleta de madera, hasta que empezó a funcionar la primera cooperativa industrial ULGOR, pasaron 15 años de preparación. El ciclo comenzó con la creación de la precaria Escuela Profesional en 1943, donde podían estudiar los hijos de todos los obreros, a diferencia de la Escuela de Aprendices de la Unión Cerrajera. Arizmendiarrieta no tenía todavía un modelo cooperativo definido, pero sí una idea clara: que el trabajador sólo puede emanciparse por medio de la educación y de su propio trabajo. Por ello, propiciaba el espíritu de responsabilidad y de cooperación.
Otras de las acciones de Arizmendiarrieta fueron la organización de una biblioteca para la juventud, la organización de círculos de estudio para personas mayores, y la fundación en junio de 1943 bajo su dirección de una Academia Social o de Sociología con la inspiración de la Acción Católica. El objetivo de sus círculos o encuentros era “formar a los futuros dirigentes obreros.” Además de su docencia en la Escuela Profesional, Arizmendiarrieta impartió más de dos mil círculos de estudio, unos para la formación religiosa y humana; otros para la formación social. Ello equivale a decir que impartió como mínimo una conferencia cada 2,7 días, a lo largo de quince años consecutivos, sin descontar fiestas y vacaciones.
De todas formas, la Escuela Profesional era su lugar preferido de apostolado católico y social. Todos los días a las dos de la tarde daba su charla de 20 minutos en el salón de actos a profesores y alumnos de 2.º de Maestría y de Ingeniería Técnica. Los temas eran diversos y desconocidos para la audiencia, como por ejemplo las cooperativas campesinas rusas koljós, la autogestión yugoslava o la cogestión alemana. Además de por el contenido, sus charlas eran difíciles de entender por su tono monótono y su lenguaje difícil. Consciente de ello, utilizaba citas cortas de fácil recuerdo como “saber es poder”, “hay que socializar el saber para democratizar el poder”, “es más fácil educar a un joven que reformar a un hombre”, o “dale un pescado a un hombre y comerá un día; enséñale a pescar y comerá el resto de su vida”. En los sermones de su misa diaria en la parroquia también utilizaba citas cortas, para compensar su oratoria difícil; una vez los feligreses pidieron al obispado que lo sustituyera porque no le entendían, pero el obispo no aceptó, al valorar más su obra social. Y en julio de 1967, cuando fue invitado a Madrid como ponente en los debates sobre el futuro estatuto del cooperativismo español, presididos por el director general de Promoción Social, los asistentes le escuchaban en silencio porque su oratoria les resultaba difícil. Para aliviar la situación el director les dijo “Tengan en cuenta que el Padre Arizmendi piensa en vascuence, y traduce al castellano”.

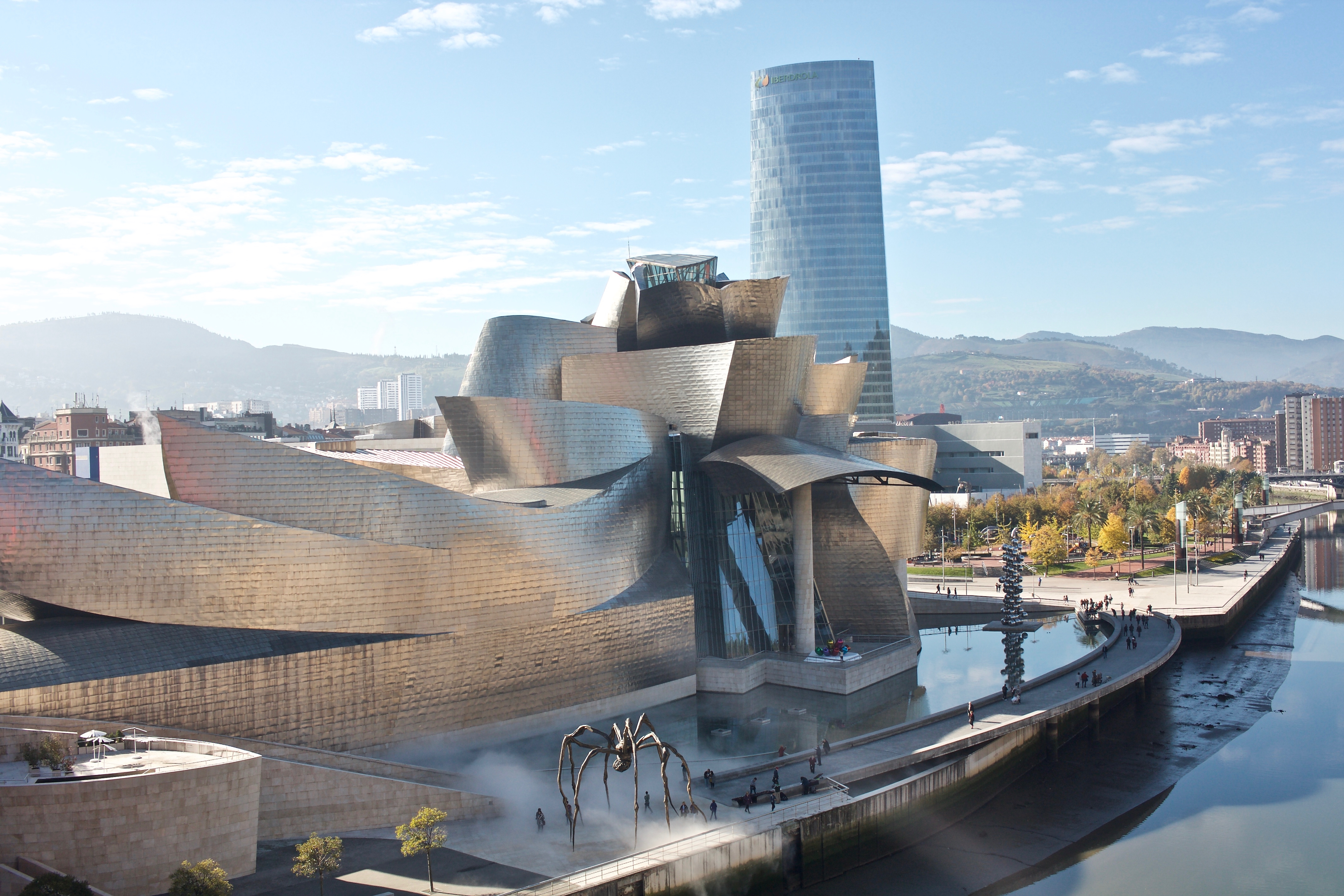
Museo Guggenheim de Bilbao, inaugurado en 1997 y construido por la cooperativa Urssa.

### Formación y trabajo
Arizmendiarrieta tenía ascendencia sobre sus colaboradores porque predicaba con el ejemplo. Su curriculum vitae de formación, redactado por él mismo, muestra la dedicación a sus estudios: “Filosofía y Teología” en el Seminario de Vitoria, “Ético-Sociales” en la Universidad de Comillas matriculado en cursos especiales e intensivos. Y “Economía” en cursos intensivos en la Escuela Social de Vitoria, de 1948 a 1952.
Mantenía estrecho contacto con el Seminario de Vitoria, donde año tras año frecuentaba los cursos que se organizaban en la Escuela Social. Su interés se extendía desde la economía y la sociología, hasta la filosofía y la pedagogía. Entendía su propio papel en cuanto consiliario de la Acción Católica, como el de un animador, y sobre todo, educador. Se esforzaba en convencer, sobre todo a los jóvenes, de la importancia de la formación, y repetía a menudo citas como “La enseñanza y la educación son la primera empresa de un pueblo, si no se quiere que todo tipo de empresas queden anquilosadas o a medio desarrollar”, “El hombre se hace por la formación”, “Más vale encender una cerilla que maldecir la oscuridad”, o “Sembrar a tiempo es capacitar profesionalmente a nuestros jóvenes. Este es el gasto que se transforma en semilla que produce el ciento por uno».
El argumento de la rentabilidad de las inversiones realizadas en educación aparece multitud de veces en los escritos de Arizmendiarrieta. Y su insistencia en la responsabilidad comunitaria de la educación tiene dos raíces. Una es su experiencia personal de la insuficiencia del Estado, y la otra su idea general de que la sociedad debe tender a la autogestión en todas sus formas, resolviendo por su cuenta los propios problemas. Pero abogaba por la formación dual, para no dejar toda la carga del coste de los estudios a la comunidad, sino que el propio alumno debía asumir una parte. Además, Arizmendiarrieta se oponía a la división de la vida en dos períodos, una de estudio (a costa de quienes trabajan), y otra de trabajo. Pensaba que estudio y trabajo, más que etapas consecutivas, debían constituir actividades combinadas que perdurasen. El joven debía compaginar estudio y trabajo, y el maduro debía tener el derecho y el deber de compaginar trabajo y estudio.

### Trabajo y unión
Arizmendiarrieta creó en septiembre de 1960 la revista cooperativa que siempre dirigió “TU-Trabajo y Unión”, inicialmente denominada “Cooperación”. Decía que “el Trabajo es la base firme de desarrollo y de promoción, la Unión es la palanca que multiplica las fuerzas de todos, y la Cooperación es para nosotros un régimen de solidaridad, para hacer del trabajo el adecuado instrumento de promoción personal y colectiva”. Por ello, insistió en recoger estos conceptos en los Estatutos de las cooperativas.

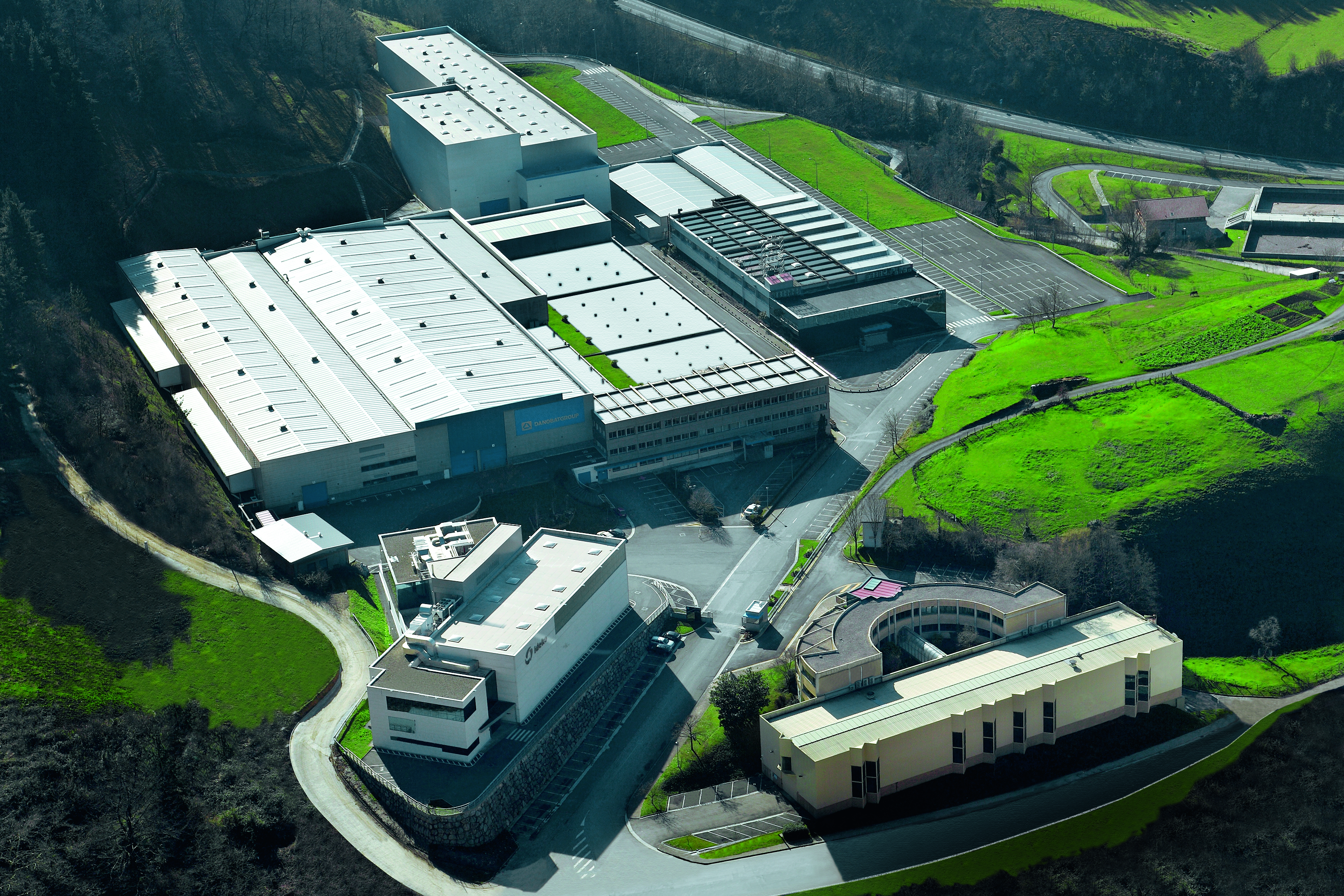
Fábrica principal de la cooperativa DANOBAT en Elgoibar.

Concebía la revista como “una invitación constante al diálogo, a la relación y a la cooperación para la aplicación práctica de los postulados de justicia social en el ámbito de la empresa en un clima de libertad y de amor, indispensables en una comunidad de trabajo”. Consideraba al trabajo como una vía de autorrealización personal y solidaria, de perfeccionamiento individual y mejora colectiva, siendo el exponente de una conciencia humanista y social más incuestionable.
Explicaba sin cesar que el Trabajo dignifica a la persona, y que los distintos niveles de desarrollo de las regiones y los países dependen del trabajo. Mencionaba que un estudio de expertos mostraba que en los Estados Unidos de América, la contribución de su naturaleza, de su tierra, de sus bosques, de sus ríos, de sus mares y minas, a su nivel de desarrollo se podía cifrar en una octava parte, mientras que el factor trabajo contribuía en siete octavas partes. El propio Valle del Alto Deba donde se ubica Mondragón, no destaca por ninguna riqueza natural, sino que su desarrollo está promovido y creado por la laboriosidad de sus habitantes.
Respecto a la Unión, lo concebía como un signo de solidaridad en democracia, por lo que las cooperativas debían ser democráticas teniendo cada socio un solo voto. Asimismo, la unión exigía la responsabilidad de todos, ya que la unión es la fuerza de los débiles, mientras que la solidaridad es la poderosa palanca que multiplica sus fuerzas.

### La reforma de la empresa
Arizmendiarrieta buscaba la dignidad de los trabajadores a través de la reforma de la empresa, inspirado en los postulados de la doctrina social cristiana. Ya en 1933 el programa del sindicato vasco ELA/STV establecía que los derechos del trabajador no se agotaban con un salario justo, por lo que reclamaba su participación en la empresa, haciéndole partícipe de los beneficios mediante la expedición de acciones del capital, y en segundo término co-gestor de la empresa. Después de la guerra civil y prohibidos los sindicatos, la doctrina social cristiana estuvo presente en las organizaciones obreras católicas, adquiriendo en los años 60 un mayor desarrollo. De hecho, fueron los movimientos obreros católicos de Alemania y de Bélgica los que, aprovechando la coyuntura de reconstrucción de la posguerra, habían reclamado con más energía el acceso de los trabajadores a la gestión, a los beneficios y al accionariado de la empresa, con duras críticas al predominio del capital sobre el hombre.
Arizmendiarrieta, tras quince años infructuosos proponiendo cambios a la dirección de la Unión Cerrajera, en 1956 tomó la decisión transcendental de animar a un grupo de jóvenes profesionalmente bien preparados, a abandonar sus consolidados puestos de trabajo en la Unión Cerrajera para crear una cooperativa. Se proponía realizar sus ideas de primacía del trabajo sobre el capital, de autogestión, y de democracia. Lógicamente, las relaciones de Arizmendiarrieta con algunos patronos empeoró notablemente, hasta surgir dificultades incluso en relación con la Escuela Profesional, donde hasta entonces la colaboración había sido óptima y generosa. Tras los éxitos iniciales de las cooperativas, en los años siguientes escribía que una de las tareas más nobles y transcendentales que se podía acometer era despertar en las personas la conciencia de sus propias posibilidades. Hacía falta que los trabajadores pudieran revivir con la esperanza de una auténtica emancipación propia por la vía del trabajo y la paz cristiana. Por lo que en adelante, dejó de aludir explícitamente a la reforma de la empresa.

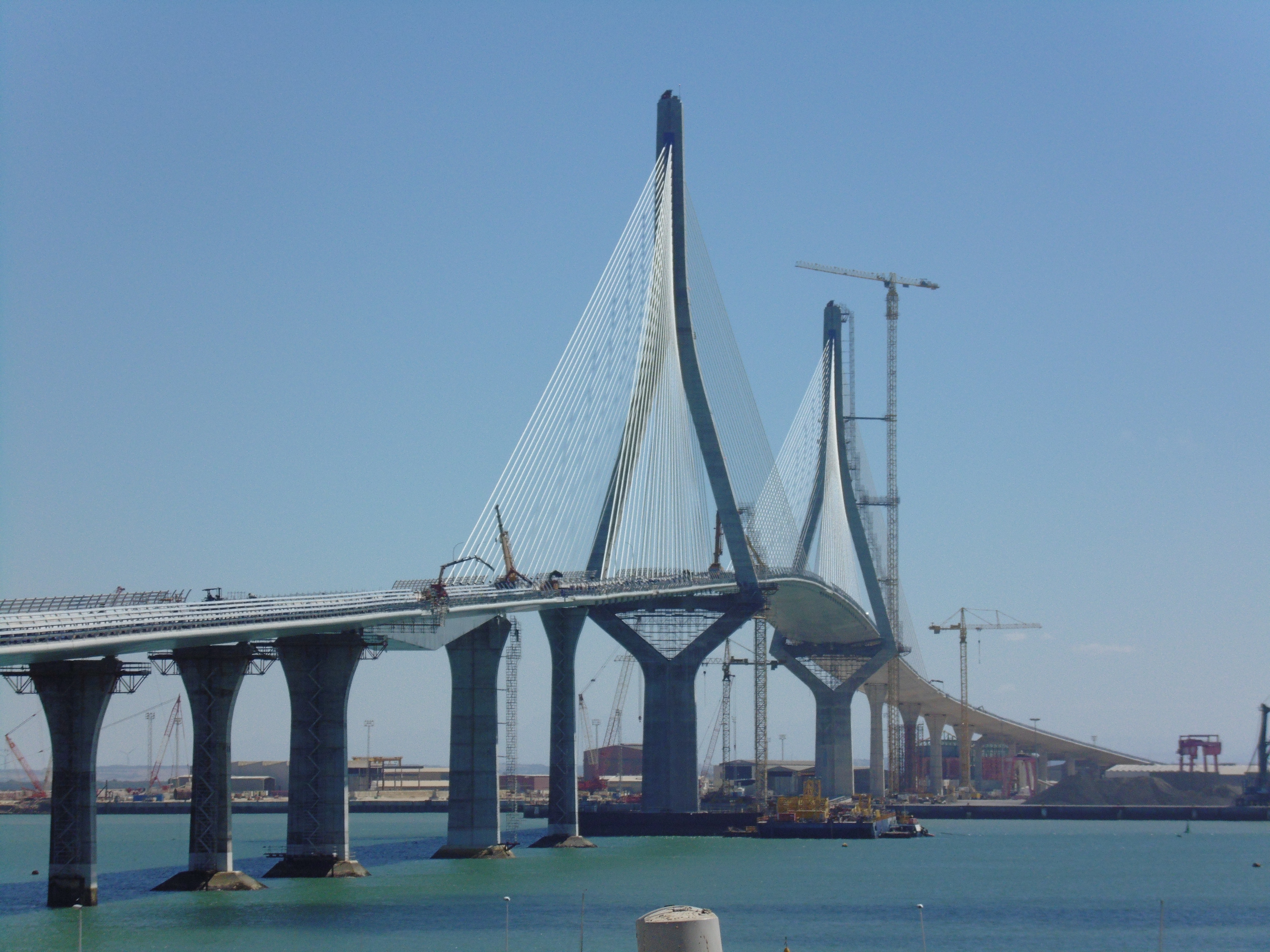
Puente La Pepa de Cádiz, construido por la cooperativa Ulma.

### Liderazgo y ascendencia
El método de trabajo de Arizmendiarrieta se basó en hacer equipo con jóvenes de su confianza. El trabajo docente qu ejerció en la primera Escuela Profesional de Zaldispe y la creación de la entidad Juventud Deportiva así como su participación en la Acción Católica, hizo que conociese a los jóvenes más aplicados. Así, el año 1946 seleccionó a once jóvenes para que siguiesen sus estudios de Ingeniería Industria por libre en Zaragoza, y en 1955 a cinco de ellos que eran ya destacados profesionales en la Unión Cerrajera, para crear la primera cooperativa industrial ULGOR. De tal forma que sus éxitos en la creación de entidades desde 1941 a 1955 generaron la suficiente seguridad en los jóvenes, recién casados y pagando las hipotecas de sus casas, para que abandonasen unos empleos seguros en la mejor empresa de Mondragón, y emprender una aventura de futuro incierto, con la confianza puesta en su mentor.
En 1959 ULGOR crecía con éxito y se había consolidado en el mercado. Desde un comienzo los socios habían elegido como presidente del Consejo Rector al ingeniero electrónico Alfonso Gorroñogoitia, y a su vez el Consejo había designado como director gerente al ingeniero químico José María Ormaetxea. Pero Arizmendiarrieta tenía la idea de crear una entidad crediticia cooperativa, y tras redactar por su cuenta el proyecto y los estatutos de Laboral Kutxa, consiguió que los ministerios aprobasen su creación. Para gestionarla, buscó sobre todo mérito y honradez, y propuso a Ormaetxea ser su director, pasando de director gerente de una gran empresa a una modesta oficina de la calle Ferrerías, donde comenzó a trabajar con otro empleado. Ormaetxea señalaba que “Acepté, a pesar de desconocer totalmente el negocio bancario, y apenas saber interpretar un balance”. Asimismo, Arizmendiarrieta convenció a Gorroñogoitia para compaginar las dos presidencias, dada su gran ascendencia en los Consejos Rector y Social de ULGOR.
En 1965 Arizmendiarrieta promovió personalmente la cooperativa industrial de estudiantes Alecop. Para financiar sus instalaciones, pidió subvenciones en los organismos públicos y un préstamo a Laboral Kutxa, que solicitó avalistas. Arizmendiarrieta se dirigió a varios profesores de la Escuela Profesional para que los firmasen, siendo uno de ellos el futuro fundador y director del Centro de Investigación Ikerlan, Manolo Quevedo ”Le contesté que firmaría, pero tras obtener el visto bueno de mi mujer, porque teníamos ya tres hijas pequeñas. Avalar una empresa en la que los socios y gestores iban a ser los estudiantes, y los avalistas no tendríamos ninguna vinculación, era ciertamente inusual”.

### Polémicas
Arizmendiarrieta desarrolló su concepto de empresa humana por medio de la acción y la práctica, lo que generó polémicas que se pueden englobar en cinco ámbitos.

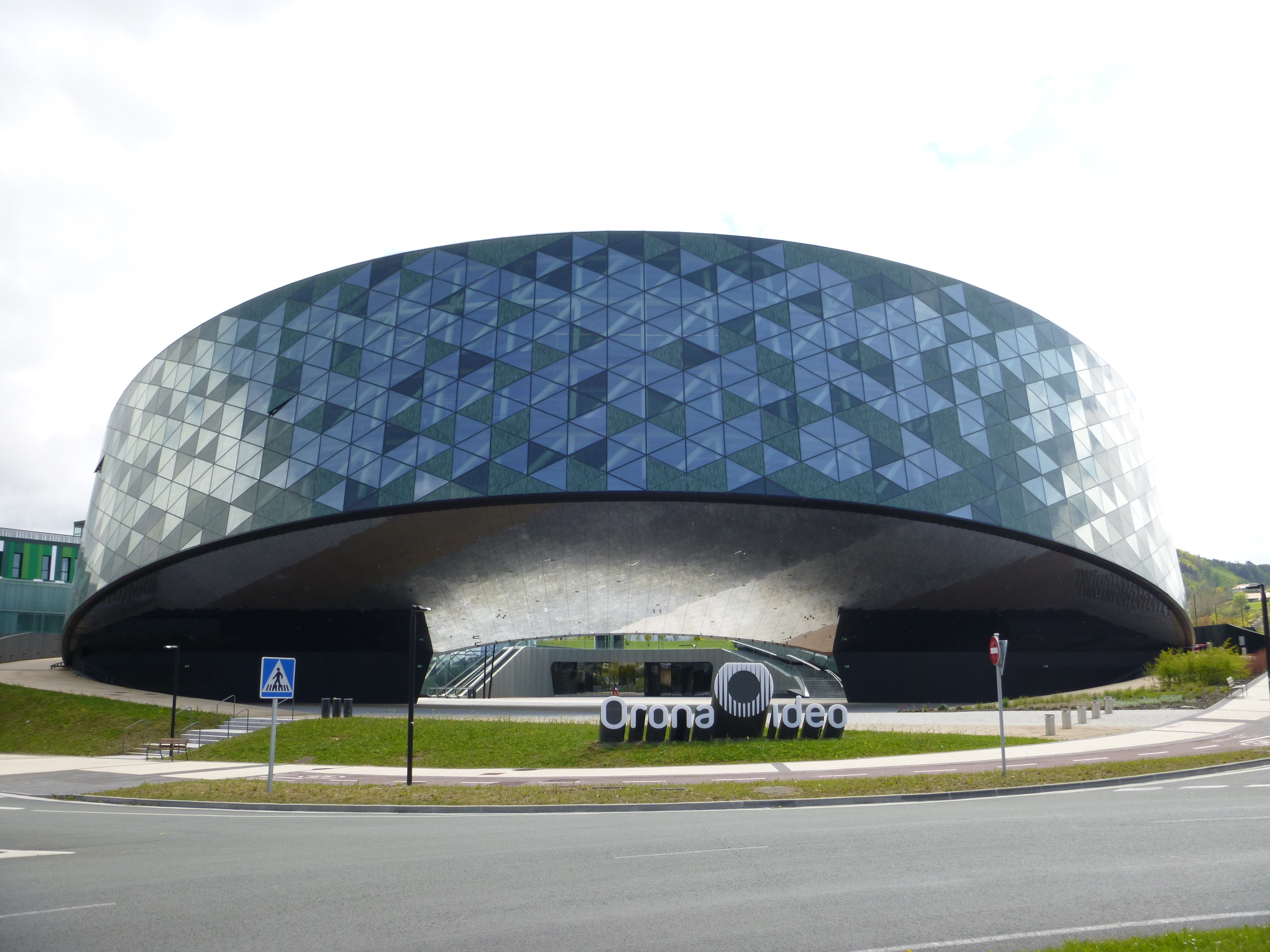
IDEO Centro Tecnológico de la cooperativa Orona.

- En 1941 Arizmendiarrieta llegó a Mondragón con su ideario de la doctrina social de la Iglesia, donde el trabajador encontrase satisfacción en el puesto de trabajo, como ser inteligente y responsable que es. Comenzó su andadura en la Escuela de Aprendices de la Unión Cerrajera y en la Acción Católica,y en esa época escribió que los obreros veían a la iglesia al servicio del estado: “El Ejército, el clero y la Falange son las tres garras del capitalista». Asimismo, que veían a la Iglesia en el bando de los vencedores de la guerra civil. Por ello, estableció un catálogo de tres virtudes para el sacerdote que quisiera actuar en el medio obrero: libertad, austeridad y laboriosidad.
- En 1956 estuvo a punto de ser deportado por el gobernador civil de Guipúzcoa, al estar considerado como el principal responsable de las huelgas obreras de ese año. Asimismo, en 1965 y en 1969 fue acusado por el gobernador de que la Escuela Profesional era foco de politización y subversión, al participar los estudiantes en los actos del Aberri Eguna (Día de la Patria Vasca). Y también en 1969, el gobernador pretendía “meter en vereda y conseguir que se rindan a sus pies los arrogantes cooperativistas de Mondragón, empeñados en afanes de emancipación inconfesables y peligrosos, que en su actitud levantisca pudieran contagiar al resto del País Vasco.”
- En 1960 comenzaron las primeras críticas del empresariado capitalista local y regional, directamente y a través de la Cámara Oficial de Industria de Guipúzcoa, recelosos ante el crecimiento de las cooperativas. Arizmendiarrieta tenía una excelente relación con muchos empresarios, a los que animó a hacerse socios de la Escuela Profesional, como Juan Celaya de la empresa Cegasa de Oñate o José María Altuna de la empresa JMA de Mondragón. Pero los críticos argumentaban por una parte que se daba un trasvase de trabajadores de sus empresas a las nuevas cooperativas, y por otra que los beneficios fiscales de éstas eran la razón básica de su crecimiento. Se trataba de la deducción del 10% del impuesto de sociedades, que se dedicaba al Fondo de Promoción y Empleo destinado a la comunidad. Este segundo argumento fue recurrente durante muchos años.
- En las cooperativas no existían sindicatos, asumiendo sus funciones el Consejo Social, y en 1966 comenzaron las primeras críticas de sectores izquierdistas y sindicales, al considerar que el cooperativismo era una solución insuficiente para la sociedad, al ser un socialismo “de puertas para adentro”. Estos críticos aceptaban como aspectos positivos del cooperativismo el gobierno democrático de la empresa de un socio/un voto y no en función del capital; la imputación de las plusvalías del trabajo a la comunidad, o la solidaridad a través del limitado abanico salarial que impedía la formación de clases privilegiadas. Pero su gran objeción era que el cooperativismo admitía el principio del libre mercado capitalista.
- En 1970 surgieron otras críticas de las nuevas izquierdas vascas, ligadas a los diversos grupos de ETA, y a sus sucesivas escisiones. Consideraban que en las cooperativas había surgido una clase tecnócrata dirigente, incluyendo directamente a Arizmendiarrieta, que se llamaba cooperativista pero impedía la liberación de la clase trabajadora vasca. Y que de hecho, esa era una de las razones por las que el Ministerio de Trabajo de Madrid había repartido Medallas al Mérito del Trabajo a los cooperativistas. En 1972 hubo polémicas de esta índole en Alecop y en la Ikastola (Escuela vasca) de Mondragón. Y en junio de 1974 se dio por primera vez una huelga cooperativa en las plantas de ULGOR y de Fagor Electrotécnica, a raíz de una nueva normativa de valoración de puestos de trabajo. Tras desagradables incidentes, la huelga finalizó con la expulsión de 24 socios, aprobada en Asamblea General. Varios años más tarde se les dio la opción de ser readmitidos, lo que aceptaron varios de ellos. Asimismo, desde ese entorno se reprochaba al cooperativismo su falta de sensibilidad por la cuestión vasca.

## Influencia y legado
- En 1952, tras la inauguración de la nueva Escuela Profesional, recibió de manos del Ministro de Educación Sr. Ruiz Giménez, la Encomienda de la Orden Civil de Alfonso X el Sabio.

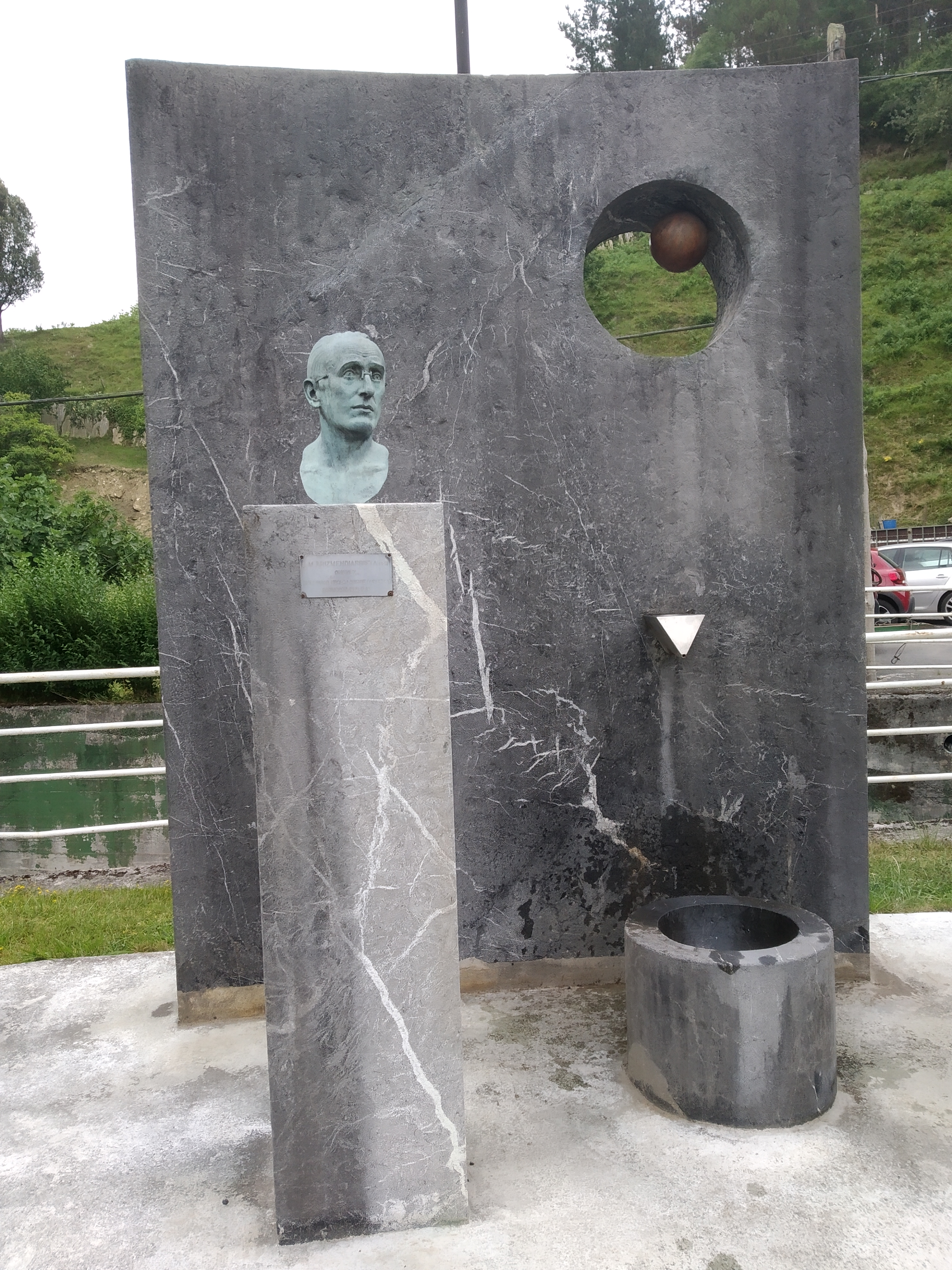
Escultura en honor de José María Arizmendiarrieta, en el barrio de Barinaga de Marquina-Jemein.

- En abril de 1966 Mondragón rindió homenaje a tres figuras beneméritas nombrándoles hijos adoptivos de la villa: al médico Don Mariano Briones, al párroco Don José Luis Iñarra y a Don José María Arizmendiarrieta. Los tres homenajeados cumplían 25 años de trabajo en Mondragón.
- El mes de agosto de 1966, tras inaugurarse la cooperativa industrial de estudiantes Alecoop, el ministro de Trabajo Romero Gorría le impuso personalmente la Medalla de Oro al Trabajo.
- La carretera de la ladera de Olandixo, abierta en 1972, donde se ubican Lagun Aro, Ikerlan y Laboral Kutxa, se denomina Paseo José María Arizmendiarrieta.
- El año 1992 se inauguró un monumento en su honor en el barrio natal de Barinaga, en Marquina-Jemein.
- El 6 de mayo del 2009 concluyó la fase diocesana de su proceso de canonización, y en el año 2015 el Papa Francisco le declaró Venerable.
- El mes de abril de 2016 la plaza Laubide de Mondragón se rebautizó como plaza José María Arizmendiarrieta, con una placa en vascuence y castellano con la siguiente leyenda: “Plaza José María Arizmendiarrieta (1915-1976). Fundador del cooperativismo de Arrasate-Mondragón. Modelo de trabajo asociado que se extiende universalmente. A los 100 años de su nacimiento”.